# Saint-Égrève
Ne doit pas être confondu avec Saint-Agrève.
Saint-Égrève est une commune française située dans le département de l'Isère en région Auvergne-Rhône-Alpes.
Positionnée dans la partie nord-ouest de l'agglomération grenobloise à proximité du centre géographique du département de l'Isère, la commune, située dans l'aire urbaine de Grenoble, est adhérente à la métropole de Grenoble depuis la création de ce qui était encore une communauté d'agglomération. L'A48, la RN 75, ainsi que la voie ferrée, traversent le territoire communal, donnant ainsi à la ville de Saint-Égrève une certaine place stratégique.
Insérée entre la montagne (le massif de la Chartreuse) et les rives de l'Isère, la ville de Saint-Égrève a cependant connu une augmentation assez significative de sa population au cours de ces cinq dernières décennies, son territoire présentant un aspect fortement urbanisé bien qu'agrémenté de nombreux parcs et espaces verts publics. La seule partie non construite et d'ailleurs non constructible de ce territoire se situe en montagne, principalement sur la pente occidentale du Néron, sommet calcaire de la Chartreuse qui domine le nord de l'agglomération grenobloise.
Autrefois rattaché à l'ancienne province royale du Dauphiné, le village de Saint-Égrève est longtemps resté une modeste agglomération de la vallée de l'Isère, avant d'accueillir sur son territoire un établissement de soins pour les soldats des armées de Louis XIV, établissement qui se transformera au fil du temps en un important centre hospitalier psychiatrique desservant une grande partie du territoire départemental.
En 2021, la commune de Saint-Égrève a obtenu le label « Ville internet 5@ », le niveau le plus élevé décerné par l’association Villes Internet, pour son engagement dans le développement du numérique local. Elle est également labellisée « trois fleurs » au concours national des villes et villages fleuris, valorisant son cadre de vie et de ses aménagements paysagers. En 2021, la commune de Saint‑Égrève a obtenu le label « Ville internet 5@ », le niveau le plus élevé décerné par l’association Villes Internet, pour son engagement dans le développement du numérique local. Elle est également labellisée « trois fleurs » au concours national des villes et villages fleuris, valorisant son cadre de vie et de ses aménagements paysagers.
Ses habitants sont les Saint-Égrévois.

## Géographie

La vallée de l'Isère entre Voreppe et Grenoble (le territoire de Saint -Égrève est au centre de la photo, au pied du Néron)

### Situation
La ville de Saint-Égrève est située dans le sud-est de la France, au nord-ouest de l'agglomération grenobloise et approximativement dans le centre géographique du département de l'Isère. La commune est entourée à l'est par le massif de la Chartreuse et à l'ouest par la rivière Isère. La ville est également située dans le sillon alpin.
Le Néron, montagne qui culmine à 1 298 mètres d'altitude, surplombe une bonne part des limites est de la ville. Au sud Grenoble, que Saint-Égrève touche en un point au niveau de l'Isère, et Saint-Martin-le-Vinoux constituent les limites. Au nord, Le Fontanil-Cornillon ainsi que le massif de la Chartreuse marquent la fin du territoire de la commune. Traversée par l'autoroute A48 et l'ancienne Route nationale 75, Saint-Égrève est l'entrée nord de l'agglomération grenobloise.
Le bourg de Saint-Égrève est située à 98 km de Lyon, préfecture et siège de la région Auvergne-Rhône-Alpes, 7 km de Grenoble, préfecture du département de l'Isère, 302 km de Marseille et 568 km de Paris.

### Description
Le territoire communal est limité à l'ouest par une rivière et à l'est par la montagne, plus précisément, entre la rive droite de l'Isère et la bordure occidentale des falaises du massif de la Chartreuse. Sa zone urbaine appartient également la partie septentrionale de l'agglomération grenobloise, dans une zone densément peuplée.
La partie du territoire communal située dans la plaine de l'Isère est donc fortement urbanisée. Ce bassin alluvionnaire à l'aspect très plat, accueille la quasi-totalité de la population urbaine dans un ensemble architectural assez hétéroclite, composé essentiellement de villas de taille modeste, de maisons rurales qui sont généralement d'anciens corps de fermes, ainsi que de nombreuses barres d'immeubles à la dimension et à la hauteur plus ou moins variées (généralement entre 6 et 12 étages). Ces dernières constructions ont été, pour la plupart, construites durant les années 1960 et les années 1970, années qui marquèrent une forte extension démographique de la commune. On peut également constater de nombreuses constructions à vocations industrielles, particulièrement à l'Est et à l'Ouest du centre urbain. La ville abrite plusieurs centres commerciaux, à proximité de l'autoroute qui relie la ville avec le reste de l'agglomération dont un hypermarché de la grande distribution et ses boutiques adjacentes.
Le nombre et surtout la superficie des espaces verts restent assez importantes pour une commune très urbanisée, notamment grâce à la présence du parc urbain de Fiancey, d'une superficie de treize hectares et son plan d'eau, d'une superficie de 25 000 m2. L'ensemble des espaces verts de la commune couvre une superficie de soixante-deux hectares.

### Géologie et relief
Le territoire de Saint-Égrève, positionné sur la rive droite de l'Isère, est installé sur le grand cône de déjections torrentielles construit par le ruisseau de la Vence, au débouché de gorges que ce torrent a entaillées dans le contenu tertiaire du synclinal de Proveysieux. Le sommet de ce cône de déjection se situe au niveau de l'ancien village de La Monta. Les Rochers de l'Église, qui dominent cette partie de l'agglomération, définissent la partie la plus méridionale d'un long « crêt d'urgonien » sur le flanc occidental de ce synclinal. Cette ligne de crête se poursuit jusqu'à la large vallée formée par l'Isère, où le formatage en « U » de la vallée, du fait du passage des glaciers quaternaires a tranché cette ligne en donnant un éperon de falaises au lieu-dit de Rocheplaine, lequel est utilisé comme site d'escalade, à proximité de la limite septentrionale de la commune avec celle du Fontanil-Cornillon.

### Hydrographie

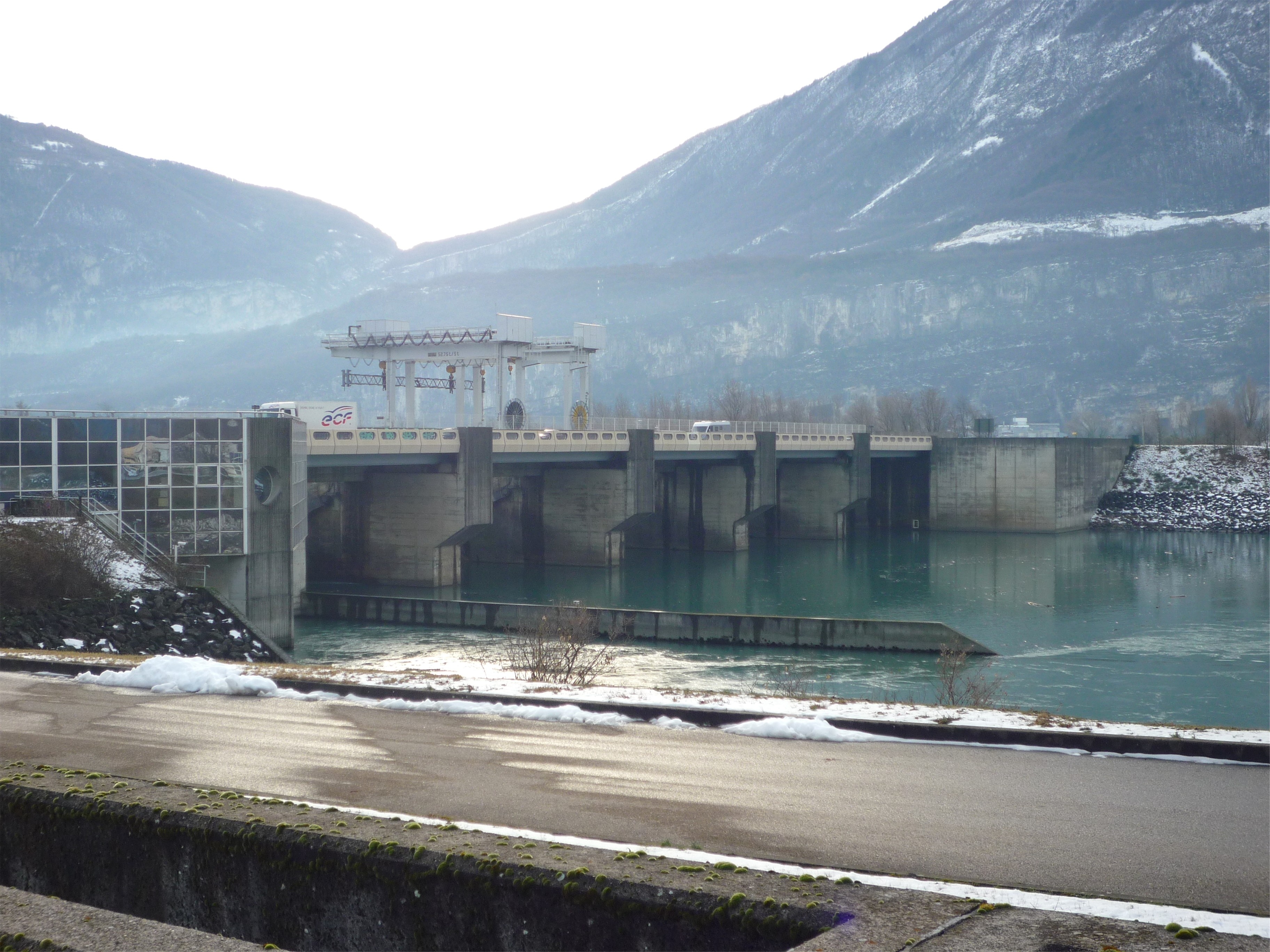
Pont barrage de Noyarey Saint-Egrève

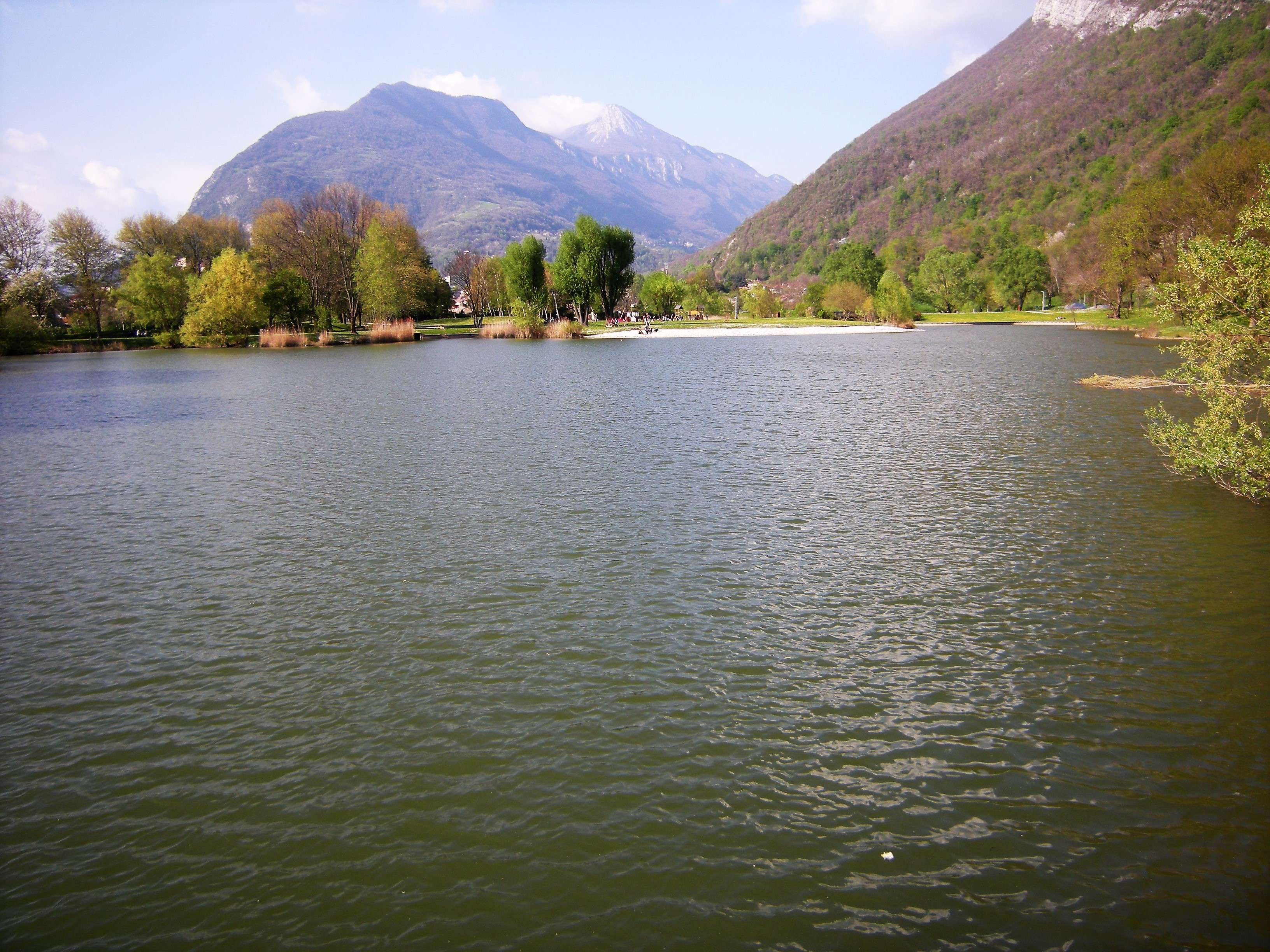
Lac de Fiancey

#### Les différents cours d'eau
Le territoire communal est sillonné de plusieurs cours d'eau : une rivière, et quelques ruisseaux qui sont ses affluents ou sous-affluents, dont on peut découvrir la liste, ci-dessous :
- L'Isère :

cette rivière qui borde l'est du territoire communal, mais assez loin du bourg ancien, ce qui s'explique pour des raisons historiques face aux risques de crues. Cette rivière est donc située à la limite occidentale du territoire de Saint-Égrève
Un barrage EDF, mis en service en 1992, est situé sur l'Isère entre les communes de Noyarey et de Saint-Égrève, construit à 2,8 km en aval du confluent  Isère-Drac. L’usine ou centrale est directement intégrée au barrage. La hauteur totale du barrage est de 40 mètres avec cinq passes équipées de vannes de 20 mètres. La puissance installée est de 46 mégawatt.
- La Vence :

d'une longueur de 17,2 kilomètres, le ruisseau (ou torrent) de la Vence naît dans le massif de la Chartreuse, à la limite des communes de Saint-Pancrasse et Le Sappey-en-Chartreuse, à environ 1 900 m d'altitude, sur la face orientale de Chamechaude (2 082 m). Celle-ci conflue dans l'Isère sur la commune, au niveau de l'île Brune, la zone commerciale et industrielle de Saint-Égrève.
- La Biolle, ruisseau de 1,5 km, est un affluent de la Vence[11].

#### Les plans d'eau
Le territoire de la commune héberge également de nombreux plans d'eau, dont notamment, le lac de Fiancey dans le parc homonyme, l'étang de Crétinon, situé à proximité du centre commercial Carrefour et les étangs de Rocheplaine (ou étangs du Muscardin), tous situés à proximité du centre d'escalade et des falaises du massif de la Chartreuse.

### Climat
Pour des articles plus généraux, voir Climat d'Auvergne-Rhône-Alpes et Climat de l'Isère.
En 2010, le climat de la commune est de type climat des marges montargnardes, selon une étude du Centre national de la recherche scientifique s'appuyant sur une série de données couvrant la période 1971-2000. En 2020, Météo-France publie une typologie des climats de la France métropolitaine dans laquelle la commune est exposée à un climat de montagne ou de marges de montagne et est dans la région climatique Alpes du nord, caractérisée par une pluviométrie annuelle de 1 200 à 1 500 mm, irrégulièrement répartie en été.
Pour la période 1971-2000, la température annuelle moyenne est de 11,7 °C, avec une amplitude thermique annuelle de 19,2 °C. Le cumul annuel moyen de précipitations est de 1 458 mm, avec 9,6 jours de précipitations en janvier et 7,5 jours en juillet. Pour la période 1991-2020, la température moyenne annuelle observée sur la station météorologique de Météo-France la plus proche, « Grenoble - Lvd », sur la commune du Versoud à 14 km à vol d'oiseau, est de 12,6 °C et le cumul annuel moyen de précipitations est de 981,1 mm,. Pour l'avenir, les paramètres climatiques de la commune estimés pour 2050 selon différents scénarios d'émission de gaz à effet de serre sont consultables sur un site dédié publié par Météo-France en novembre 2022.

#### Températures minimales et maximales enregistrées en 2014 et 2016
- 2014

| Mois                              | jan. | fév. | mars | avril | mai  | juin | jui. | août | sep. | oct. | nov. | déc. |
| --------------------------------- | ---- | ---- | ---- | ----- | ---- | ---- | ---- | ---- | ---- | ---- | ---- | ---- |
| Température minimale moyenne (°C) | 1,1  | 2    | 2,7  | 7,2   | 9,2  | 13,9 | 15,1 | 14,3 | 12,6 | 9,5  | 5    | 1,4  |
| Température maximale moyenne (°C) | 8,9  | 11,3 | 16,4 | 19,9  | 21,5 | 27,6 | 24,8 | 25,4 | 24,4 | 21,3 | 13,9 | 8,1  |

- 2016

| Mois                              | jan. | fév. | mars | avril | mai  | juin | jui. | août | sep. | oct. | nov. | déc. |
| --------------------------------- | ---- | ---- | ---- | ----- | ---- | ---- | ---- | ---- | ---- | ---- | ---- | ---- |
| Température minimale moyenne (°C) | 1,6  | 3    | 2,7  | 7,1   | 9,5  | 14,5 | 15,7 | 14,6 | 12,9 | 7    | 3,9  | −3,8 |
| Température maximale moyenne (°C) | 9,3  | 11,3 | 13,4 | 17,1  | 21,3 | 25,8 | 28,8 | 29,1 | 26,6 | 16,8 | 11,6 | 6,6  |

### Voies routières

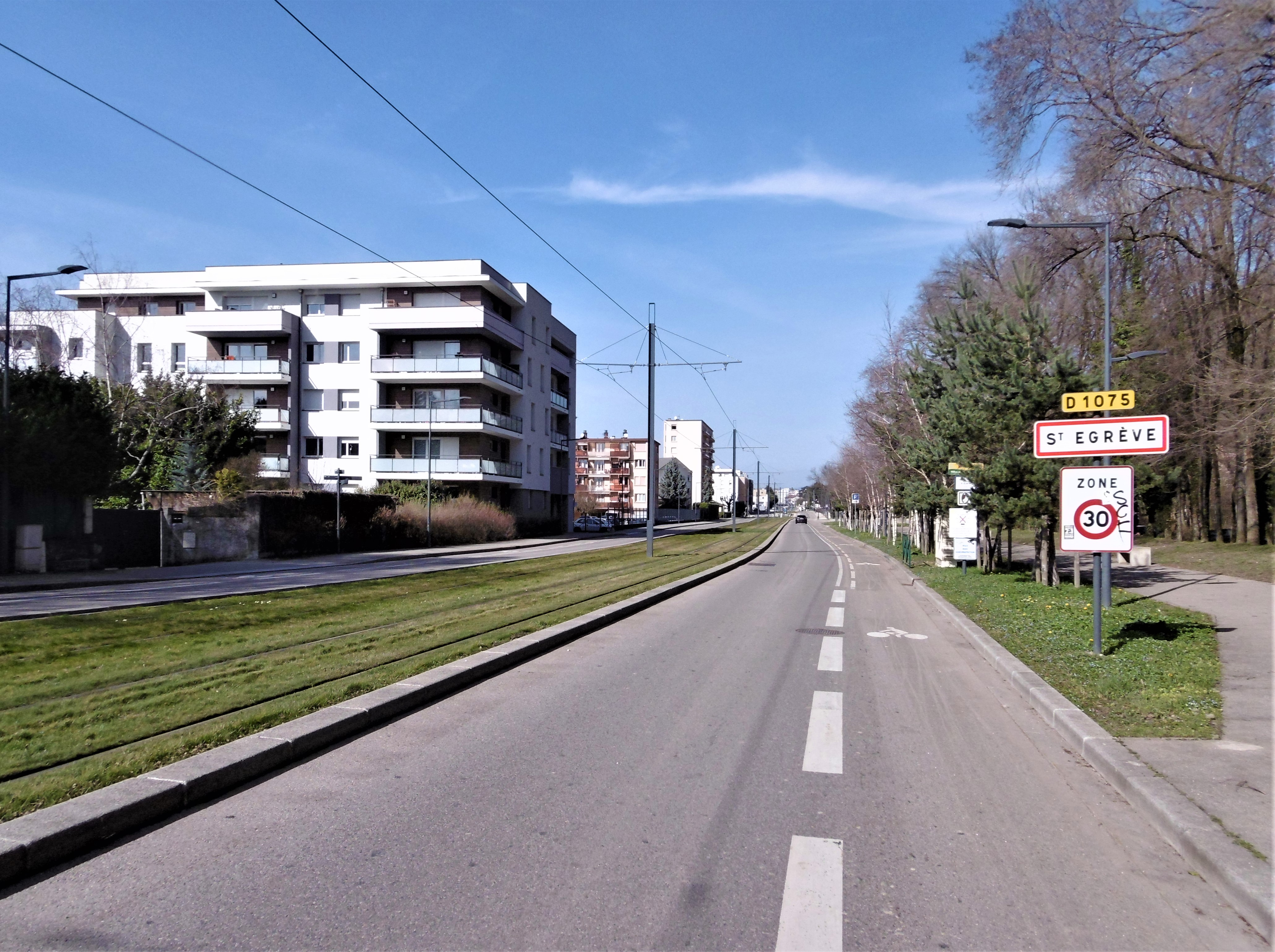
Entrée de Saint-Égrève depuis Saint-Martin-le-Vinoux sur la RD 1075

#### Les autoroutes
L’autoroute A48, voie de grande circulation permettant la liaison de Lyon à Grenoble, traverse le territoire communal selon un axe nord-sud. Équipée de 2×3 voies, elle est connectée avec l'A480 à Sassenage et avec l'A49 à Voreppe, au nord de Saint-Egrève, est gérée par la société AREA.
La bretelle de sortie n°14 permet de rejoindre les différents quartiers et les zones d'activité de la ville :
 14 Saint-Égrève nord à 52 km : Saint-Égrève, Fontanil-Cornillon.

#### Les routes
Plusieurs routes départementales sillonnent le territoire communal, dont :

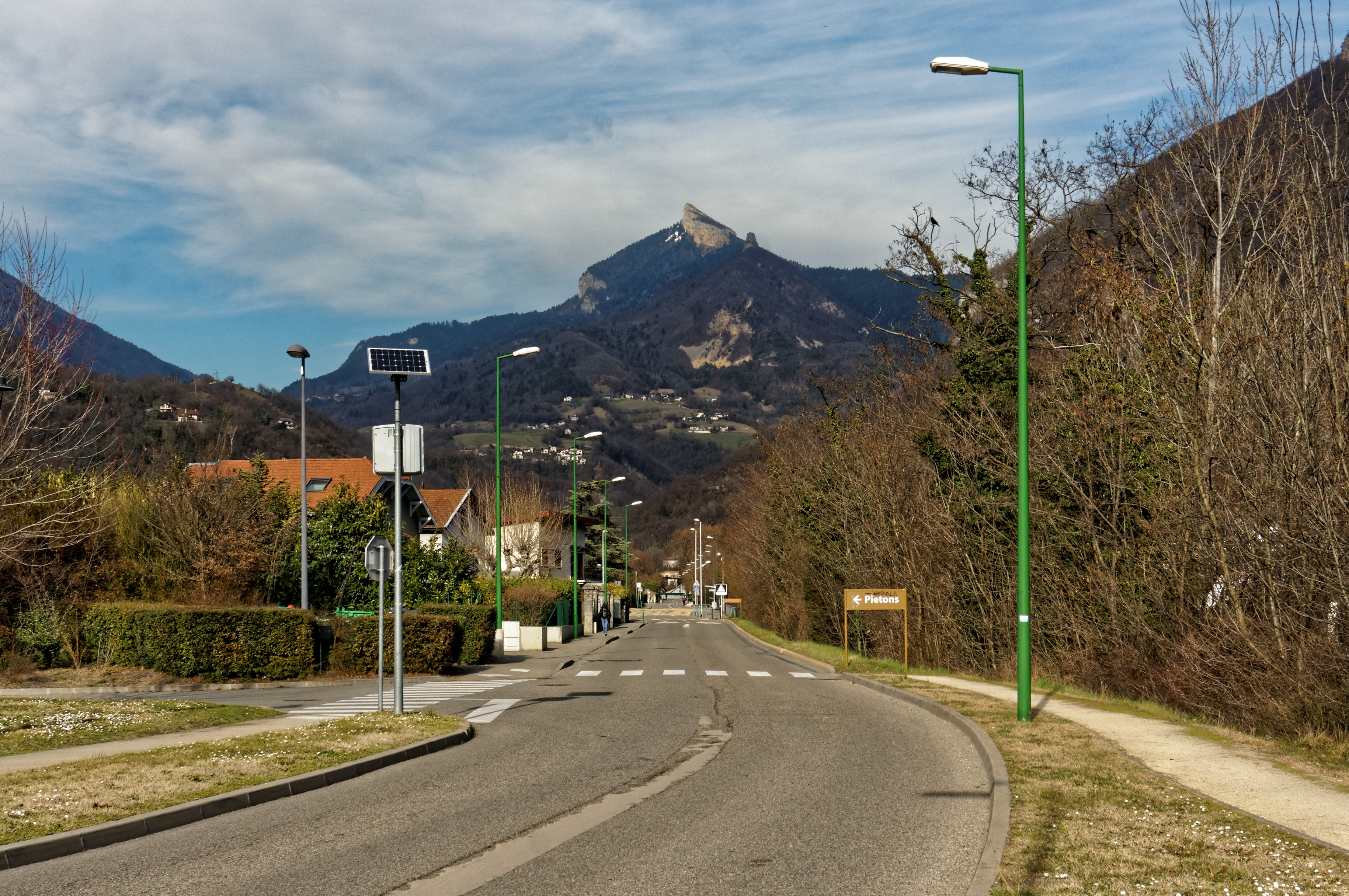
la RD 105 (avenue de la Monta)

La route nationale 75 est une ancienne route nationale française reliant Bourg-en-Bresse à Sisteron. Elle a été déclassée en route départementale RD 1075 en 2006. Cette voie relie la commune à Grenoble vers le sud et à Voiron, Bourg-en-Bresse jusqu'à Tournus par Lacrost, vers le nord. La route qui suit un axe nord-ouest/sud-est est longée par une ligne de tramway tout le long de son parcours dans la ville.
La route départementale 105 (RD105) relie le centre de Saint-Égrève (quartier du Pont de Vence) avec le col de la Charmette (commune de Proveysieux)
La route départementale 105f (RD105f) relie le centre de Saint-Égrève (quartier de Karben) avec la commune de Noyarey, (quartier de Pra-Paris), après avoir traversé le pont-barrage sur l'Isère.

### Transports publics

#### Transport ferroviaire

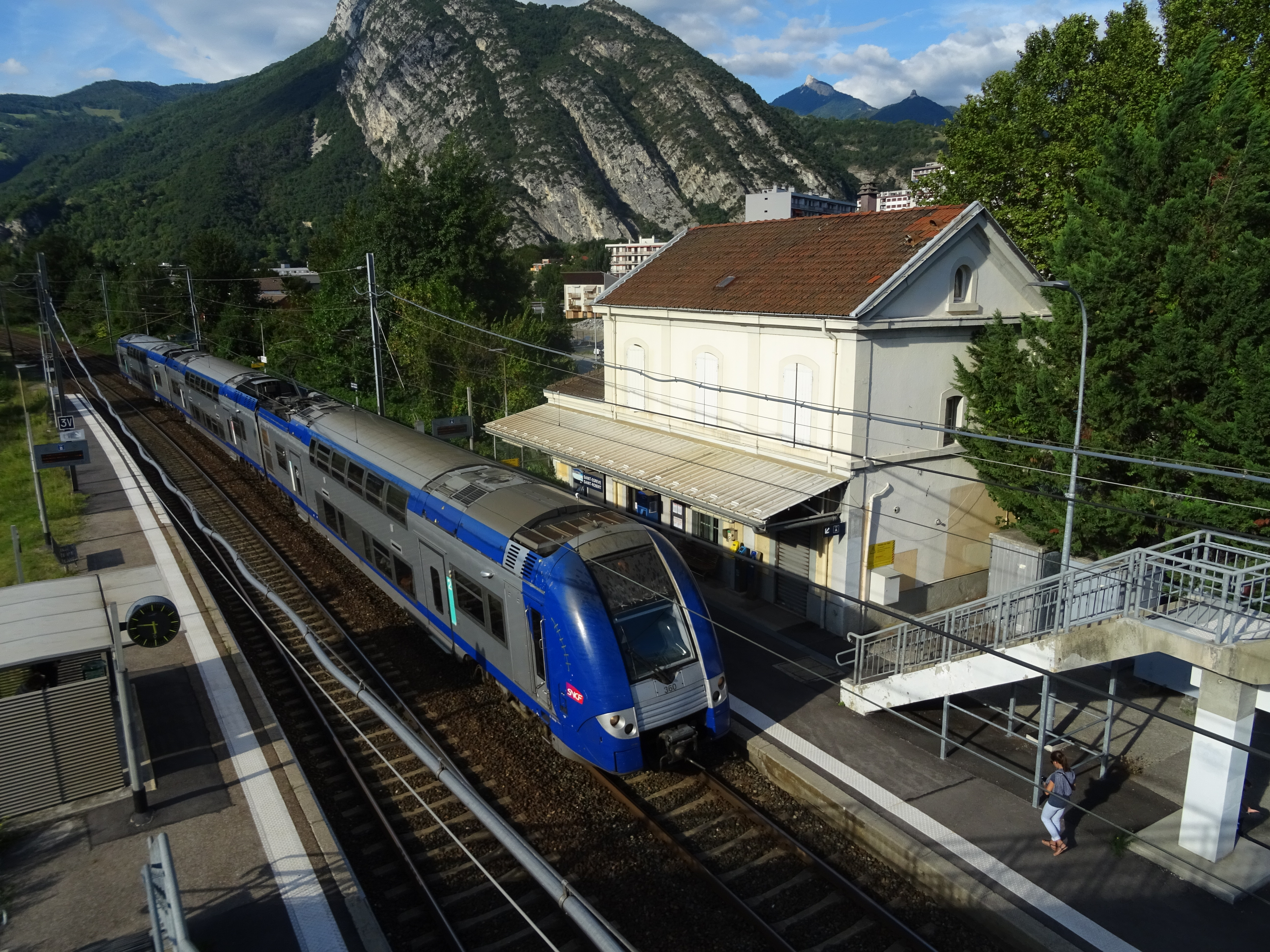
Un TER Rives - Grenoble effectue son dernier arrêt.

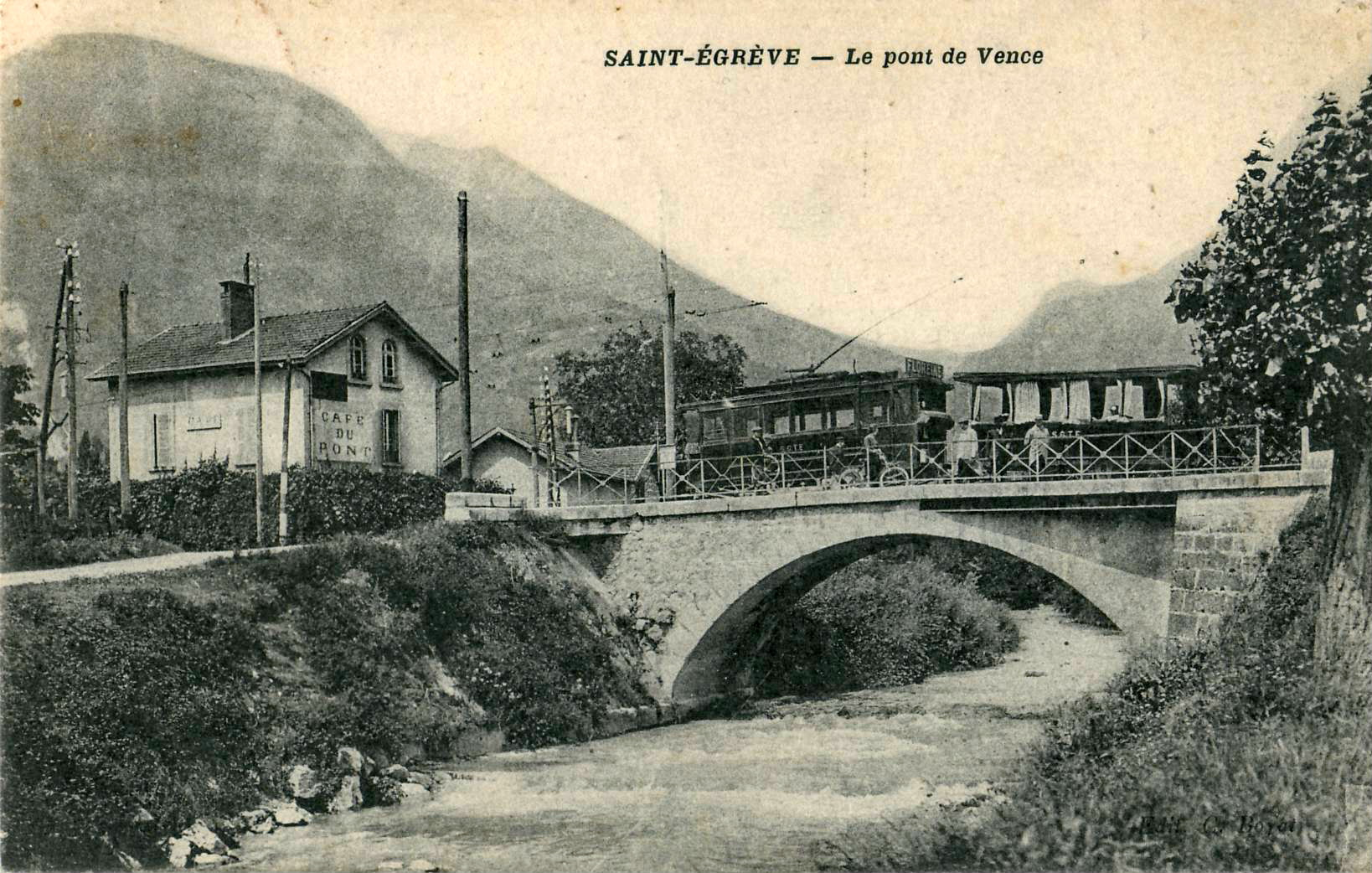
Tramway de la SGTE sur le pont de Vence dans les années 1930.

Saint-Egrève possède une gare ferroviaire dénommée Saint-Égrève-Saint-Robert) qui la relie à Grenoble (en 6 minutes) ainsi qu'à Saint-Marcellin, Gières et Chambéry. Le train est ainsi  le moyen le plus rapide pour rejoindre les communes situées de l'autre côté de Grenoble : Échirolles et Grenoble-Universités-Gières.

#### Transports urbains
La ville est desservie par le réseau des Transports de l'agglomération grenobloise. Depuis le 13 juillet 2015, une ligne de tramway, la ligne E : Palluel (Fontanil-Cornillon) ⇔ Louise Michel (Grenoble) et six nouvelles lignes de bus TAG traversent Saint-Égrève.
- La ligne Proximo 22 : Gare (Saint-Égrève) ⇔ Presqu'île (Grenoble);
- La ligne Flexo 52 : Gare (Saint-Égrève) ⇔ Mairie (Veurey-Voroize);
- La ligne Flexo 54 : Pont de Vence (Saint-Égrève) ⇔ Presqu'île (Grenoble);
- La ligne Flexo 60 : Muret (Saint-Égrève) ⇔ Planfay (Proveysieux);
- La ligne Flexo 61 : Muret (Saint-Égrève) ⇔ La Cime de Mont-Quaix (Quaix-en-Chartreuse);
- La ligne Flexo 63 : Gare (Saint-Égrève) ⇔ Chemin de Namière (Mont-Saint-Martin).

#### Transport aérien
L'aéroport le plus proche est l'aéroport de Grenoble-Isère situé à environ 30 km. On peut rejoindre cet aéroport par la gare routière de Grenoble.

## Urbanisme

### Typologie
Au 1er janvier 2024, Saint-Égrève est catégorisée grand centre urbain, selon la nouvelle grille communale de densité à sept niveaux définie par l'Insee en 2022.
Elle appartient à l'unité urbaine de Grenoble, une agglomération intra-départementale regroupant 38  communes, dont elle est une commune de la banlieue,,. Par ailleurs la commune fait partie de l'aire d'attraction de Grenoble, dont elle est une commune du pôle principal,. Cette aire, qui regroupe 204 communes, est catégorisée dans les aires de 700 000 habitants ou plus (hors Paris),.

### Occupation des sols
L'occupation des sols de la commune, telle qu'elle ressort de la base de données européenne d’occupation biophysique des sols Corine Land Cover (CLC), est marquée par l'importance des territoires artificialisés (64,3 % en 2018), en augmentation par rapport à 1990 (59,3 %). La répartition détaillée en 2018 est la suivante : 
zones urbanisées (43,4 %), zones industrielles ou commerciales et réseaux de communication (20,9 %), forêts (17,2 %), milieux à végétation arbustive et/ou herbacée (9,1 %), espaces ouverts, sans ou avec peu de végétation (4,3 %), eaux continentales (3,9 %), zones agricoles hétérogènes (1,1 %). L'évolution de l’occupation des sols de la commune et de ses infrastructures peut être observée sur les différentes représentations cartographiques du territoire : la carte de Cassini (XVIIIe siècle), la carte d'état-major (1820-1866) et les cartes ou photos aériennes de l'IGN pour la période actuelle (1950 à aujourd'hui).

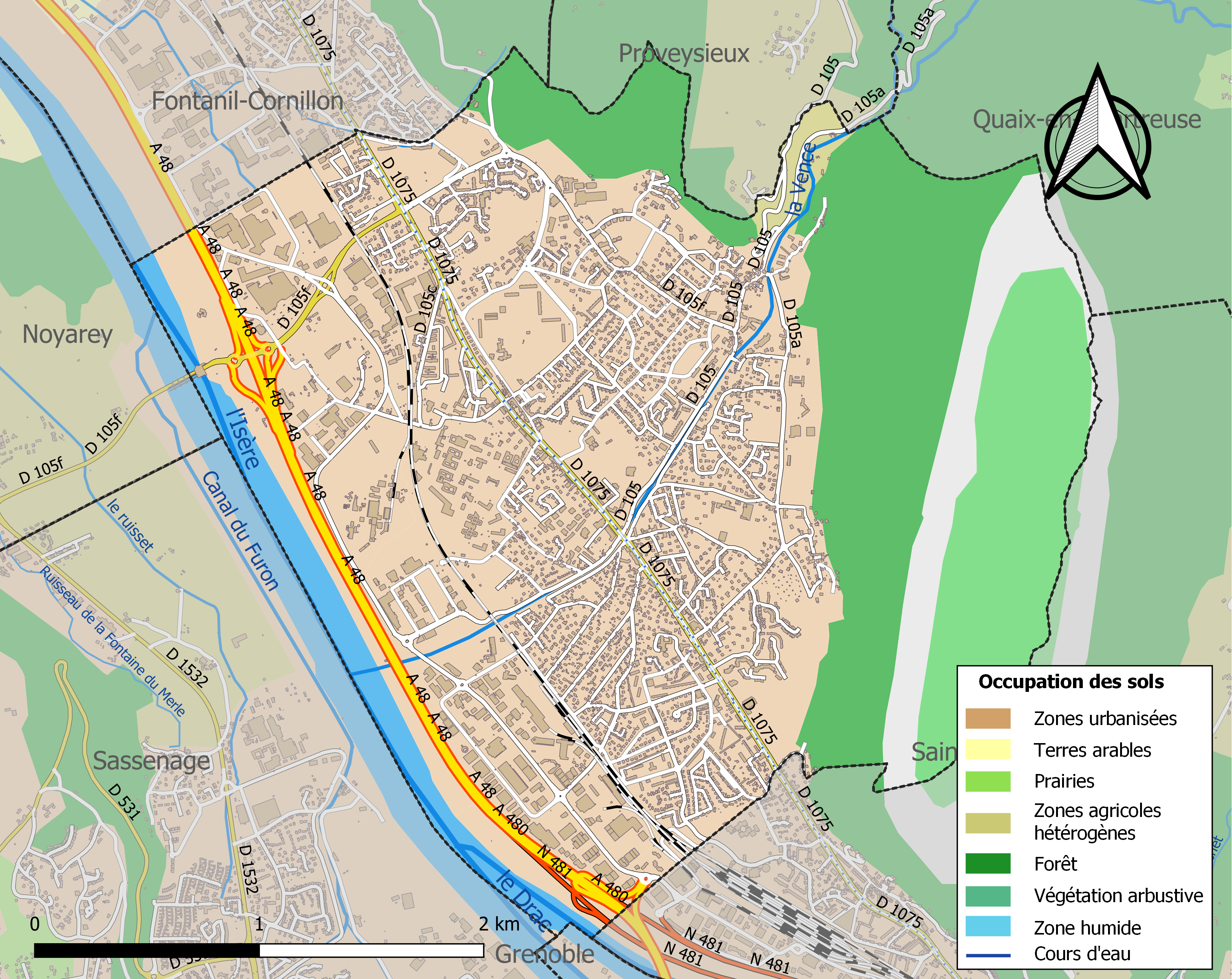
Carte des infrastructures et de l'occupation des sols de la commune en 2018 (CLC).

### Morphologie urbaine
Selon le PLU, édité par la mairie, le territoire communal couvre 1 121 hectares dont 130 hectares de ce territoire communal sont constitués de zones montagneuses, le reste étant constitué de constructions et d'aménagement de nature urbaine (voirie, parcs, etc.) Ce tissu urbain est continu de Grenoble à Saint-Egrève depuis la commune voisine de Saint-Martin-Le-Vinoux et définit la ville comme appartenant à la première couronne de l'agglomération métropolitaine de Grenoble et correspondant à la branche nord-ouest de l'« Y » grenoblois. La commune héberge deux zones commerciales et industrielles importantes, l'une abritant plus de structures commerciales à l'ouest et l'autre abritant plus de structures de type industrielle. Saint-Égrève se situe à proximité du pôle scientifique, technique et universitaire de la presqu’île grenobloise dont la facilité d'accès est favorisée grâce à la présence d'un réseau autoroutier et d'une ligne de bus.
Avec six communes voisines (Grenoble, Saint-Martin-le-Vinoux, Quaix-en-Chartreuse, Proveysieux, Fontanil-Cornillon et Mont-Saint-Martin), la commune est adhérente au SIVOM du Néron, structure intercommunale prenant en charge les équipements publics destinés aux pratiques sportives.

### Quartiers, lieux-dits et écarts
Les quartiers La Monta, Saint Robert, Cuvilleux et le Muret sont d'anciens hameaux à l'origine de la création de la petite agglomération située alors en pleine campagne. Les quartiers Champaviotte, Fiancey, Visancourt, Prédieu, Barnave, les Moutonnées, Rocheplaine, le pont de Vence et les Charmettes sont plus de constitution plus récente.
Voici, ci-dessous, la liste la plus complète possible des divers hameaux, quartiers et lieux-dits résidentiels urbains comme ruraux, ainsi que les écarts qui composent le territoire de la commune de Saint-Égrève, présentés selon les références toponymiques fournies par le site géoportail de l'Institut géographique national.
| - La Tremouillière - Rocheplaine - Les Bonnais - L'ancienne Brasserie - Gavanière - Clapières - L'Église - Le Cotaire - Barnave - Le Clos (La Pinéa) - La Gare - Le Val des Près - La Monta - Champy | - Corporaillère - Champ du Ratz - Champ des Mails - Visancourt - Saint Robert - Saint Hugues - Le Faubourg - L'Hôpital Saint-Robert (Centre hospitalier) - Champaviotte - Vence Écoparc - Le Chatelet - La Cornaz - Cuvilleux | - Le Foyer - Le Pont de Vence - Les Charmettes - Le Muret - Les Moutonnées - Les Glairaux - L'Île Brune (Zone commerciale) - Prédieu - Les Trois Ponts - Fiancey - Les Îles (Centre commercial) |

### Logement
En 2014, le nombre total de logements dans la commune était de 6 988, la part des résidences principales cette même année était de 94,2 %, la part des logements vacants étant de 4,9 %. La part des ménages saint-égrévois propriétaires de leur résidence principale en 2014 étant de 65,3 %.
Le service logement du C.C.A.S de la ville adresse les dossiers aux différents bailleurs sociaux implantés sur le territoire communal ainsi que ceux des autres communes de l'agglomération.

### Risques naturels et technologiques

#### Risques sismiques
L'ensemble du territoire de Saint-Égrève est situé en zone de sismicité n°4 (sur une échelle de 1 à 5), comme l'ensemble du territoire de l'agglomération grenobloise.
| Type de zone | Niveau            | Définitions (bâtiment à risque normal) |
| ------------ | ----------------- | -------------------------------------- |
| Zone 4       | Sismicité moyenne | accélération = 1,6 m/s2                |

#### Autres risques
Positionnée au nord de la confluence du Drac avec l'Isère, le territoire de Saint-Egrève est exposé au risque d'inondations, soit par une crue de l'Isère ou des différents torrents qui le traverse (telle que la Vence, la Biolle et le Rif Tronchard), soit par des ruissellements depuis les versants des falaises du massif de la Chartreuse (tel que le Néron).
Des mouvements de terrains et des chutes de blocs pierreux sont essentiellement localisés au niveau des versants des montagnes, situées à l'est et au nord-est du territoire.
Saint-Égrève est une des trente-sept communes du département de l'Isère classée pour le risque incendie de forêt.

## Toponymie
Le lieu se dénommait « Sanctus-Aggripani » au XIe siècle, issu d'un ecclésiastique.
Selon André Plank, auteur d'un livre sur l'origine des noms de communes du département de l'Isère, le nom de la commune est lié à Saint Aggripanus, évêque du Puy-en-Velay, martyrisé en ce lieu en 655.

## Histoire

### Préhistoire et Antiquité
Un poste de guet datant de l'époque  gallo-romaine et une voie romaine en encorbellement, taillée dans la falaise, ont été découverts sur le Néron, montagne séparant le territoire de la commune de Saint-Égrève avec la commune voisine de Saint-Martin-le-Vinoux. Des séries de fouilles archéologiques dirigées par Hippolyte Müller permettent aux XIXe et XXe siècles la mise au jour d'une citerne de l'ancienne vigie et des nombreux artéfacts.

### Moyen Âge

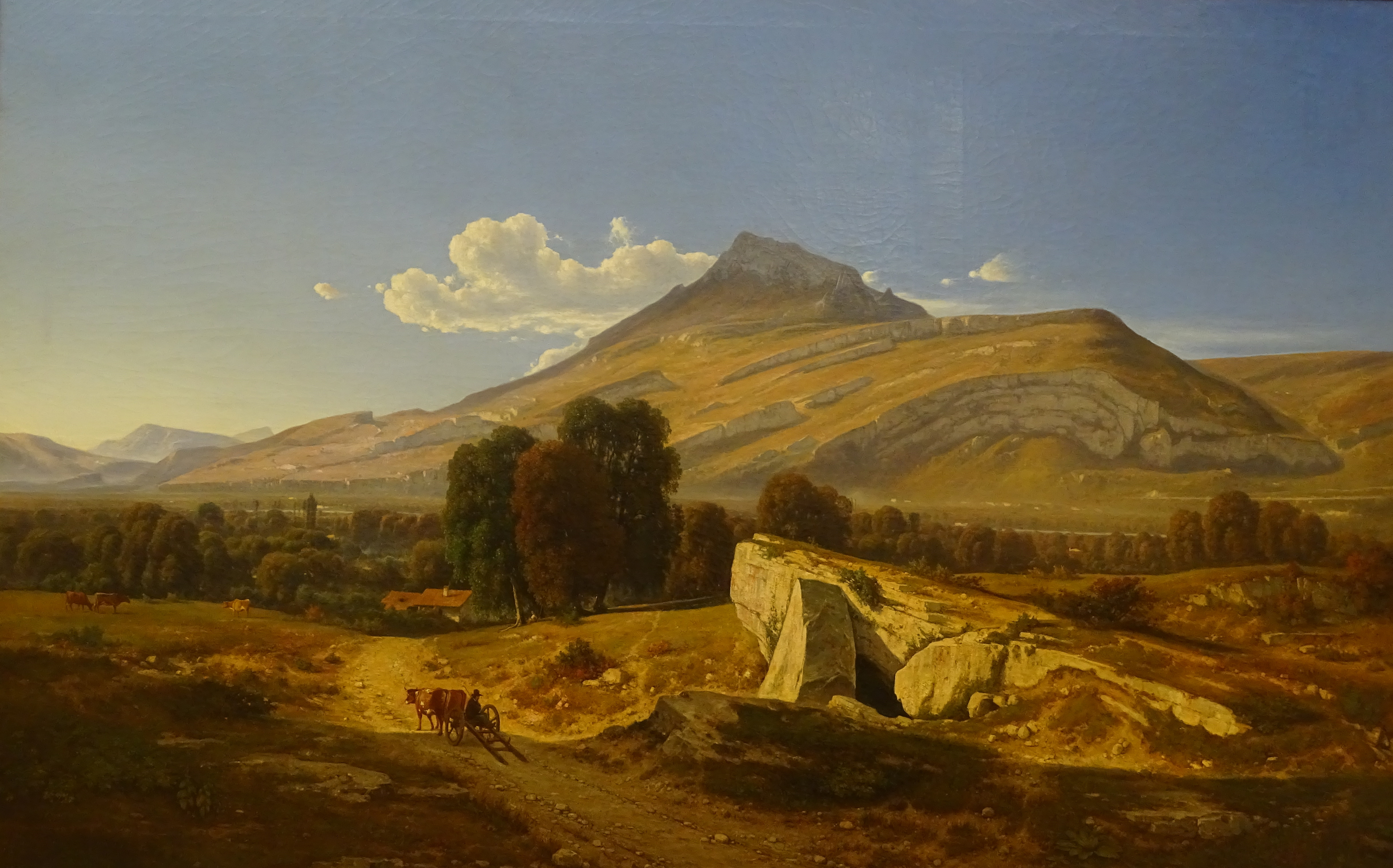
Vue prise à Saint Egrève, tableau de Jean Achard, vers 1844, Musée de Grenoble

Le quartier de la Monta est le plus ancien de Saint Egrève. Celui-ci se présente comme un secteur légèrement surélevé par rapport à la plaine qui permettait d'échapper aux crues de l'Isère. C'est non loin du torrent que s'est constitué le premier foyer humain qui allait donner naissance à la ville et que fut érigée une église vers le milieu du XIe siècle dotée par l'évêque de Grenoble de reliques du saint évêque du Puy-en-Velay, Saint Agrève (Sanctus Agrippa),.
C'est au cours de même XIe siècle que se constitue une petite communauté humaine autour du prieuré Saint-Robert-de-Cornillon qui allait devenir bien plus tard l'actuel Centre hospitalier Alpes-Isère.

### Temps modernes

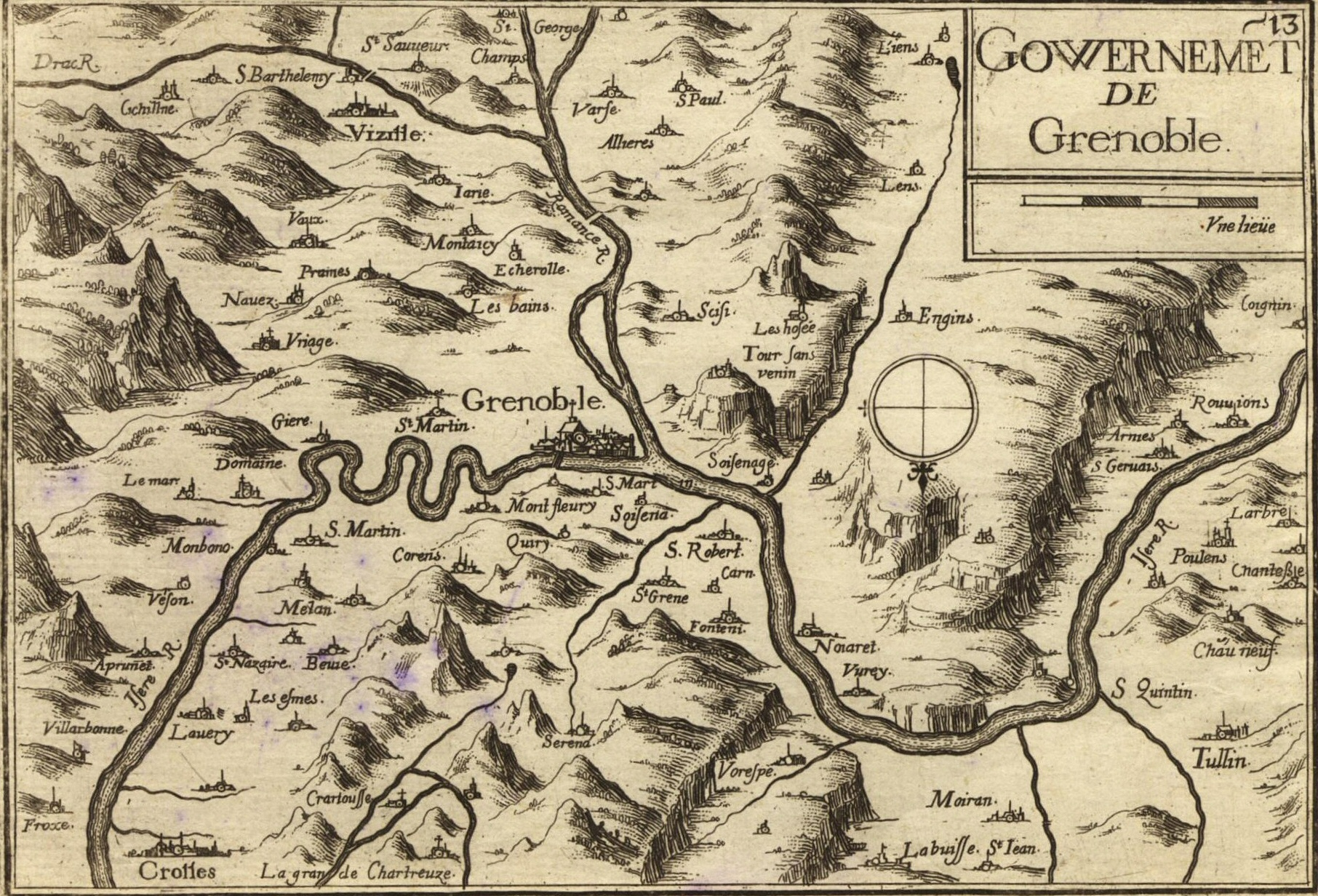
Grenoble et le Dauphiné vers 1638.

Au XVIIe siècle, les localités sont identifiées sous les noms de Saint Robert et Saint Grene.
Au XVIIIe siècle, la paroisse est répertoriée en 1726 sous le nom de « S. Egreve & S. Robert, dans le Dauphiné, diocèse, parlement, intendance et élection de Grenoble », puis en 1764, St. Eygreve, est listé dans l'élection de Grenoble.

### Époque contemporaine

#### Révolution française
Entre 1790 et 1794, Saint-Égrève absorbe l'ancienne commune éphémère de Saint-Robert.
Pendant la période révolutionnaire, qui supprimait volontiers toutes les références religieuses dans les toponymes, la commune fut brièvement appelée Vence, d'après le nom du ruisseau qui la traverse.

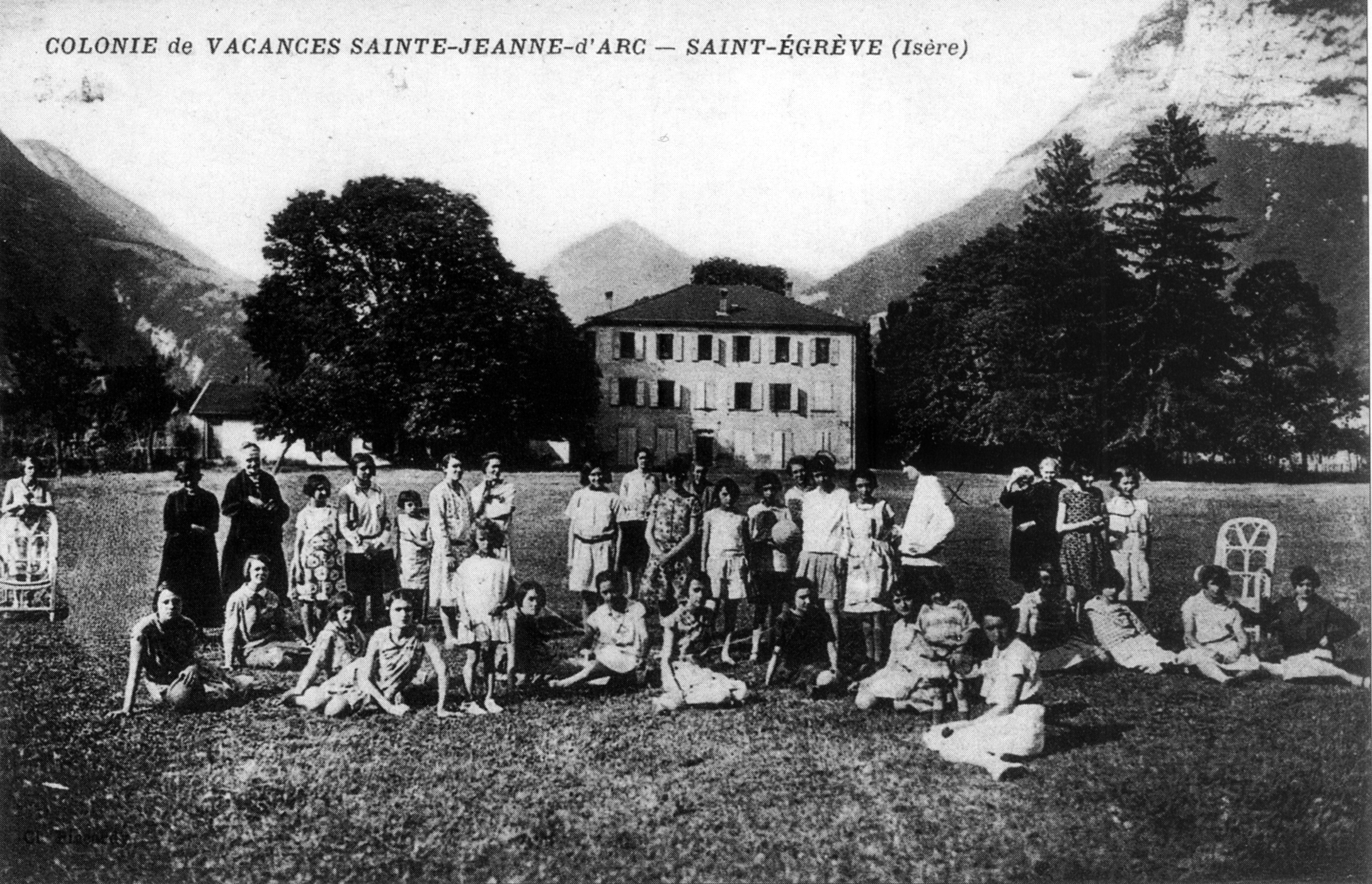
La colonie de vacances « Sainte-Jeanne-d'Arc », une des premières de la région, au début du XXe siècle.

Durant le Consulat, Saint-Égrève est rattaché au canton de Grenoble-Nord, arrondissement de Grenoble. En 1973, ce canton a disparu et Saint-Égrève est devenu le chef-lieu du nouveau canton de Saint-Égrève comprenant sept communes. Puis, en 2015, ce dernier a disparu à son tour, la commune étant désormais rattachée au canton de Grenoble-2.

#### LesXXesiècleetXXIesiècle
Au milieu des années 1950 est créé l'usine de semi-conducteurs de la Cosem, qui deviendra en 1968, par fusion, la Sescosem. Dix ans après, 1500 personnes y travaillent, à Saint-Égrève, produisant 50 millions de diodes et 15 millions de transistors par an. La Sescosem est utilisée comme une « seconde source » par Texas Instruments et a IBM comme principal client. Elle a 20 % du marché français en 1968 mais plus que en 16 % en 1978.
L'urbanisation de la commune connaît une forte croissance urbaine forte après la fin de la Seconde Guerre mondiale. Durant les années 1950, les premiers immeubles d’habitat collectif font leur apparition.
Le processus s'accélère durant les années 1960, avec la création des quartiers de Barnave et Prédieu avec leur habitat mixte constitué de petites villas et d’immeubles. Durant Les années 1980 et 1990, de nouveaux quartiers apparaîtront dans les secteurs de Fiancey et de Rochepleine (Karben).
L'incendie du Néron, montagne qui domine le sud-est de Saint-Égrève s'est déroulé du 27 juillet 2003 en fin d'après-midi au 29 août. . Entre le 13 et le 15 août, une trentaine d'habitations sont évacuées face à la progression du feu.

## Politique et administration

### Administration municipale
En 2020, le conseil municipal de Saint-Égrève compte trente-trois élus dont un maire (seize hommes et dix-sept femmes), neuf adjoints au maire, quatre conseillers municipaux délégués et dix-neuf autres conseillers municipaux.
Le conseil se découpe en deux groupes politiques, un groupe dans la majorité et un autre dans l'opposition.

### Tendances politiques et résultats

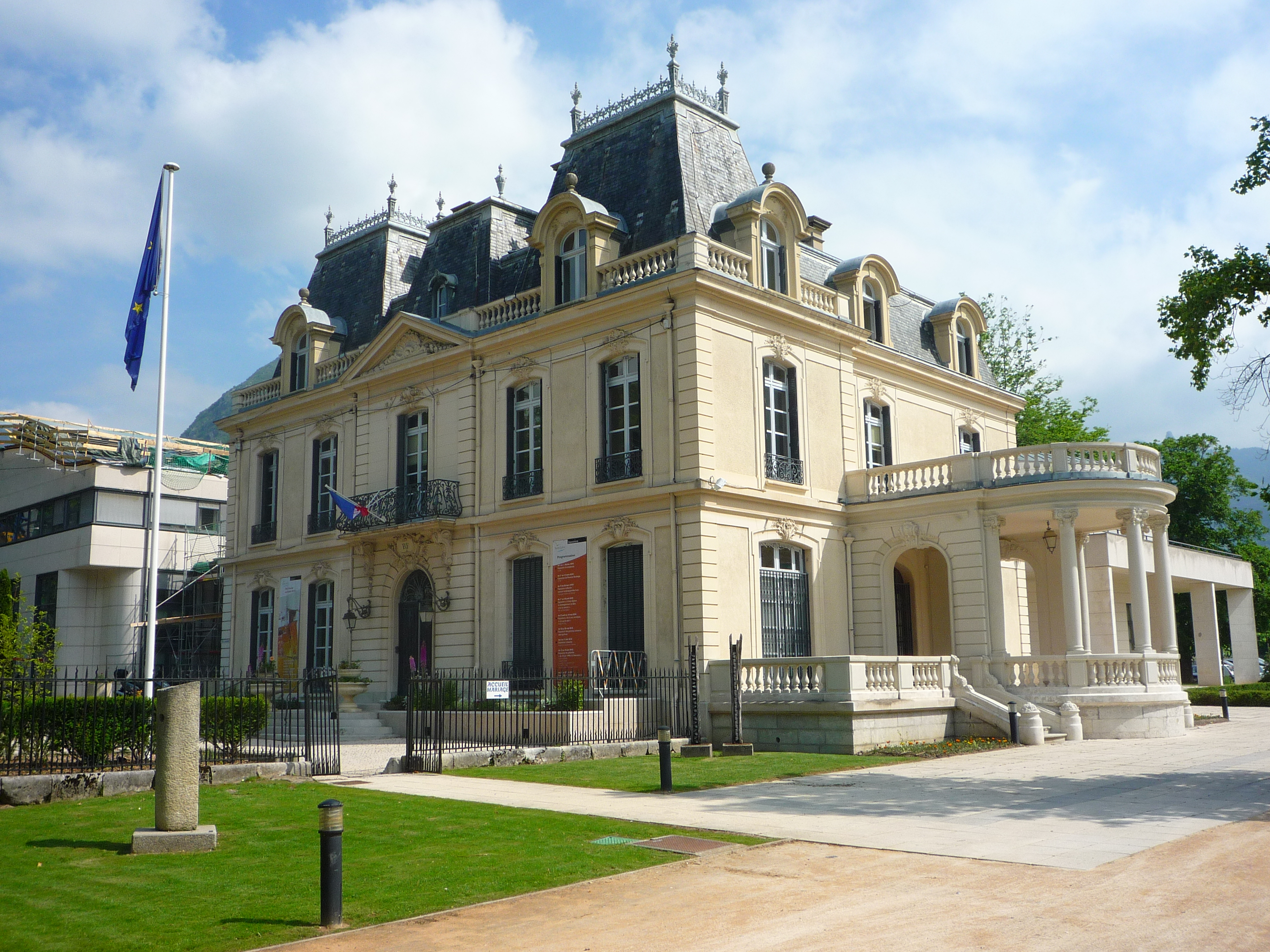
Mairie de Saint-Égrève, dans l'ancien château Borel.

#### Scrutins locaux

##### Élection municipale de 2014
En 2014, la liste "divers gauche" conduite par Catherine Kamowski (LDVG) est élue au premier tour avec 54,01% des voix, devant la liste, elle aussi "divers gauche" conduite par Jean-Marcel Puech qui obtient 21,23%. La liste "écologiste" conduite par Laurent Amadieu avec 17,28 % se place en troisième position. La liste de Sylvie Guinand représentant le Front de Gauche arrivé en quatrième position avec 7,46 % des voix. Classée divers gauche, Madame Kamowski n'a jamais adhéré à un parti durant cette période (elle se présentera néanmoins sous l'étiquette MoDem - LREM, lors des élections législatives de 2017).
Catherine Kamowski, maire de la commune, est élue député lors des élections législatives françaises de 2017. Conformément à la Loi du 14 février 2014 concernant la règle de non-cumul des mandats, Madame Kamowski a démissionné de sa fonction de maire de la commune de Saint-Égrève, laissant cette fonction à son ancien premier adjoint, Daniel Boisset.

##### Élection municipale de 2020
Au premier tour, la liste menée par l'écologiste Laurent Amadieu flirte avec la majorité des votes exprimés dans un contexte de forte abstention et en présence de trois listes. Sa liste est élue au second tour (organisé fin juin en raison de la pandémie de Covid-19) devant la seule liste se maintenant (divers centre) menée par Benjamin Coiffard. Le taux d'abstention reste élevé.

### Liste des maires

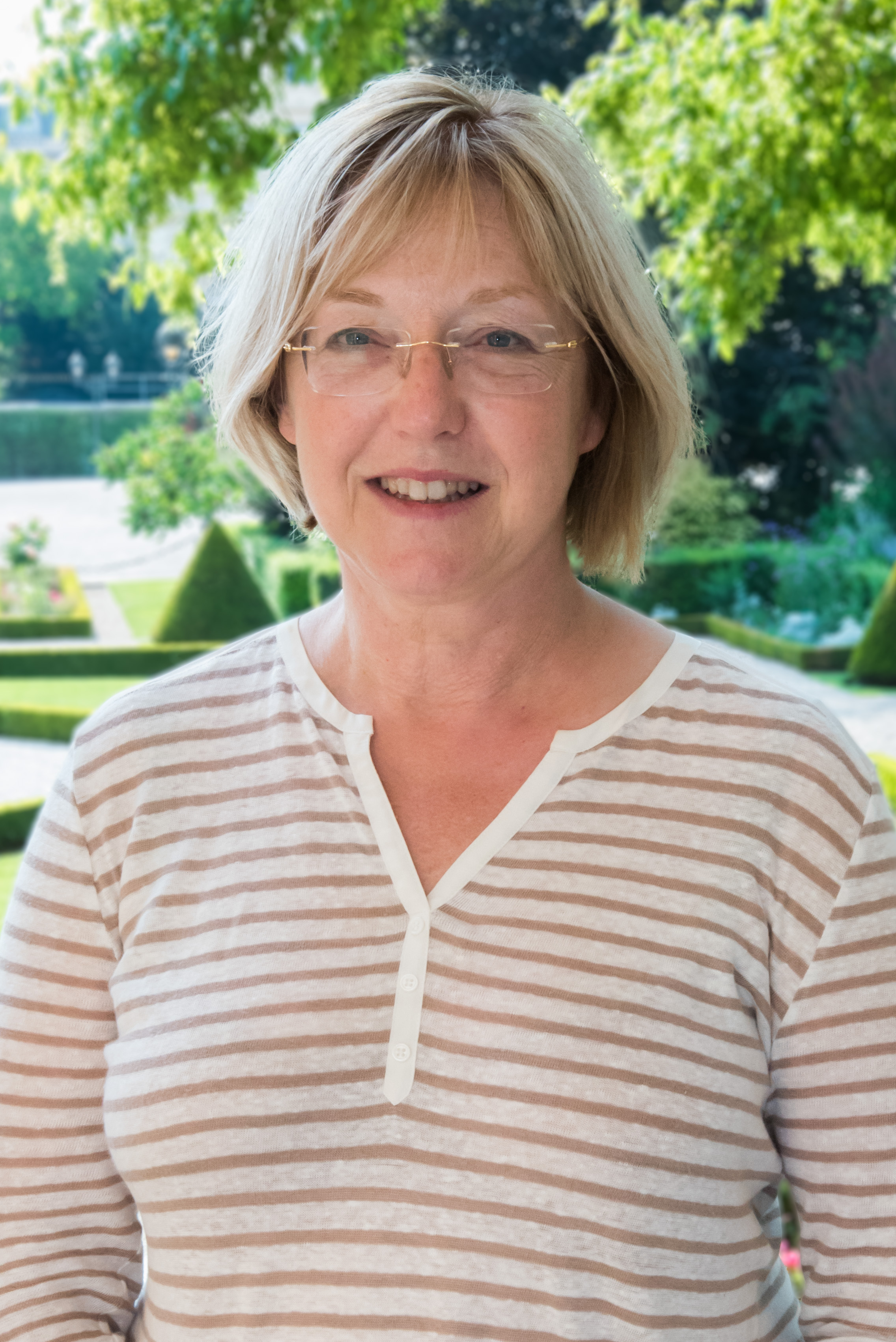
Catherine Kamowski, maire de Saint-Égrève de 2002 à 2016

| Période                                  | Période      | Identité                        | Étiquette     | Qualité |
| ---------------------------------------- | ------------ | ------------------------------- | ------------- | --- |
| Les données manquantes sont à compléter. |              |                                 |               | |
| 1941                                     | 1945         | Paul-Henry Pourroy de Quinsonas |               | Nommé par arrêté préfectoral |
| 1945                                     | mars 1965    | Paul Giraud                     |               | |
| mars 1965                                | mars 1977    | Jean Balestas (1926-2021)       | DVG-MRG       | Avocat, ancien bâtonnier, maire honoraire Conseiller général de Saint-Égrève (1973 → 1985) Vice-président du conseil général (1976 → 1985) Commandeur des Palmes académiques (2014) |
| mars 1977                                | juin 1995    | Jean-François Delahais          | PS puis MDC   | Ingénieur CEA Député de l'Isère (5e circ.) (1988 → 1993) |
| juin 1995                                | juin 2002    | Robert Fiat                     | DVD           | Chef d'entreprise Réélu en mars et décembre 2001 Décédé en fonction |
| juillet 2002                             | juin 2017    | Catherine Kamowski              | DVD puis LREM | Professeure d'anglais à l'université Députée de l'Isère (5e circ.) (2017 → 2022) Démissionnaire suite à son élection comme députée                                                  |
| juin 2017,                               | juillet 2020 | Daniel Boisset                  | DVC           | Ingénieur retraité Premier adjoint au maire (2008 → 2017) |
| juillet 2020                             | En cours     | Laurent Amadieu                 | EÉLV-LÉ       | Ancien collaborateur d'élus Président de l'EPFL du Dauphiné (2021 → ) |

### Jumelages
La ville est jumelée avec :
- Karben (Allemagne) depuis 1974[51] ;
- Mińsk Mazowiecki (Pologne) depuis 1991[51] ;
- Krnov (Tchéquie) depuis 1991[51] ;
- Cori (Italie) depuis 1999[51].

## Population et société

### Démographie
L'évolution du nombre d'habitants est connue à travers les recensements de la population effectués dans la commune depuis 1793. Pour les communes de plus de 10 000 habitants les recensements ont lieu chaque année à la suite d'une enquête par sondage auprès d'un échantillon d'adresses représentant 8 % de leurs logements, contrairement aux autres communes qui ont un recensement réel tous les cinq ans,.

En 2022, la commune comptait 17 930 habitants, en évolution de +12,75 % par rapport à 2016 (Isère : +3,07 %, France hors Mayotte : +2,11 %).
| 1793 | 1800 | 1806 | 1821  | 1831  | 1836  | 1841  | 1846  | 1851  |
| ---- | ---- | ---- | ----- | ----- | ----- | ----- | ----- | ----- |
| 620  | 852  | 789  | 1 185 | 1 240 | 1 222 | 1 273 | 1 372 | 1 269 |

| 1856  | 1861  | 1866  | 1872  | 1876  | 1881  | 1886  | 1891  | 1896  |
| ----- | ----- | ----- | ----- | ----- | ----- | ----- | ----- | ----- |
| 1 271 | 1 587 | 1 761 | 1 883 | 2 083 | 2 301 | 2 523 | 2 507 | 2 575 |

| 1901  | 1906  | 1911  | 1921  | 1926  | 1931  | 1936  | 1946  | 1954  |
| ----- | ----- | ----- | ----- | ----- | ----- | ----- | ----- | ----- |
| 2 660 | 2 674 | 2 997 | 3 013 | 3 273 | 3 628 | 3 910 | 3 250 | 4 305 |

| 1962  | 1968   | 1975   | 1982   | 1990   | 1999   | 2006   | 2011   | 2016   |
| ----- | ------ | ------ | ------ | ------ | ------ | ------ | ------ | ------ |
| 7 641 | 11 445 | 14 246 | 14 363 | 15 891 | 15 517 | 15 375 | 16 047 | 15 902 |

| 2021   | 2022   | - | - | - | - | - | - | - |
| ------ | ------ | - | - | - | - | - | - | - |
| 16 995 | 17 930 | - | - | - | - | - | - | - |

### Enseignement
Rattachée à l'académie de Grenoble, la ville de Saint-Égrève héberge un certain nombre d'établissements d'enseignement de natures publiques et privées.

#### Enseignement primaire

Quelques écoles de Saint-Égrève
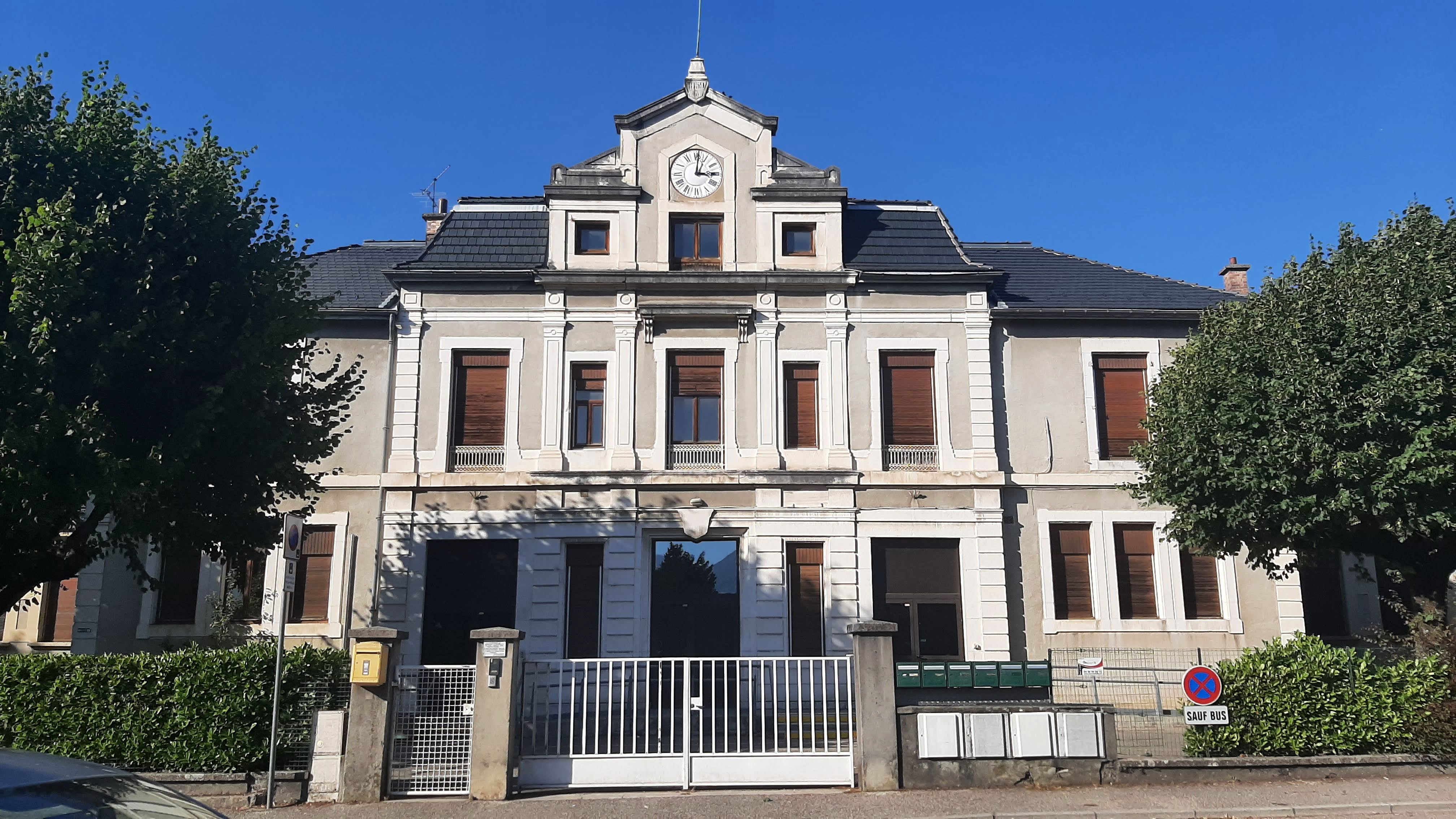
École primaire La Monta
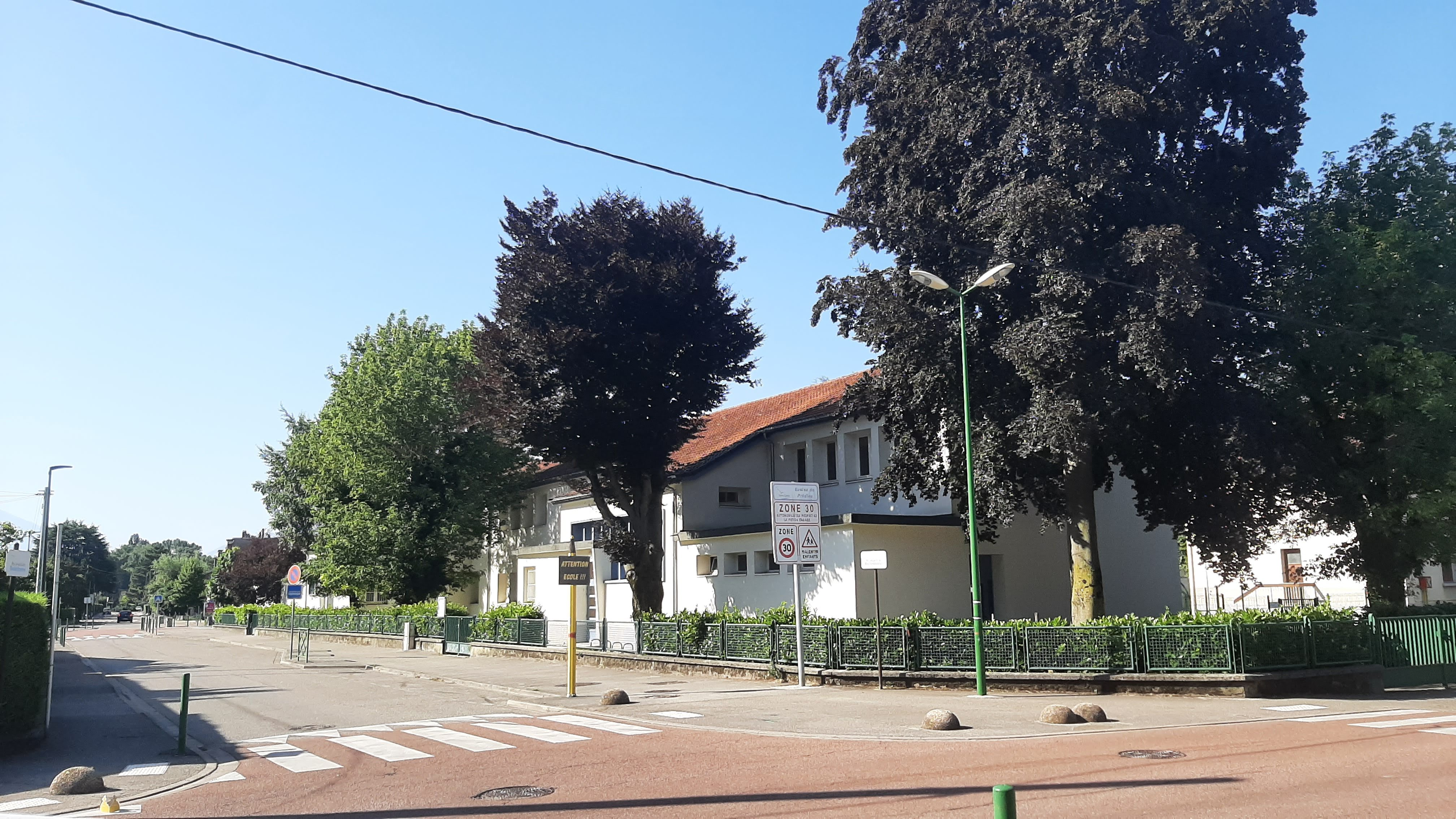
École Prédieu
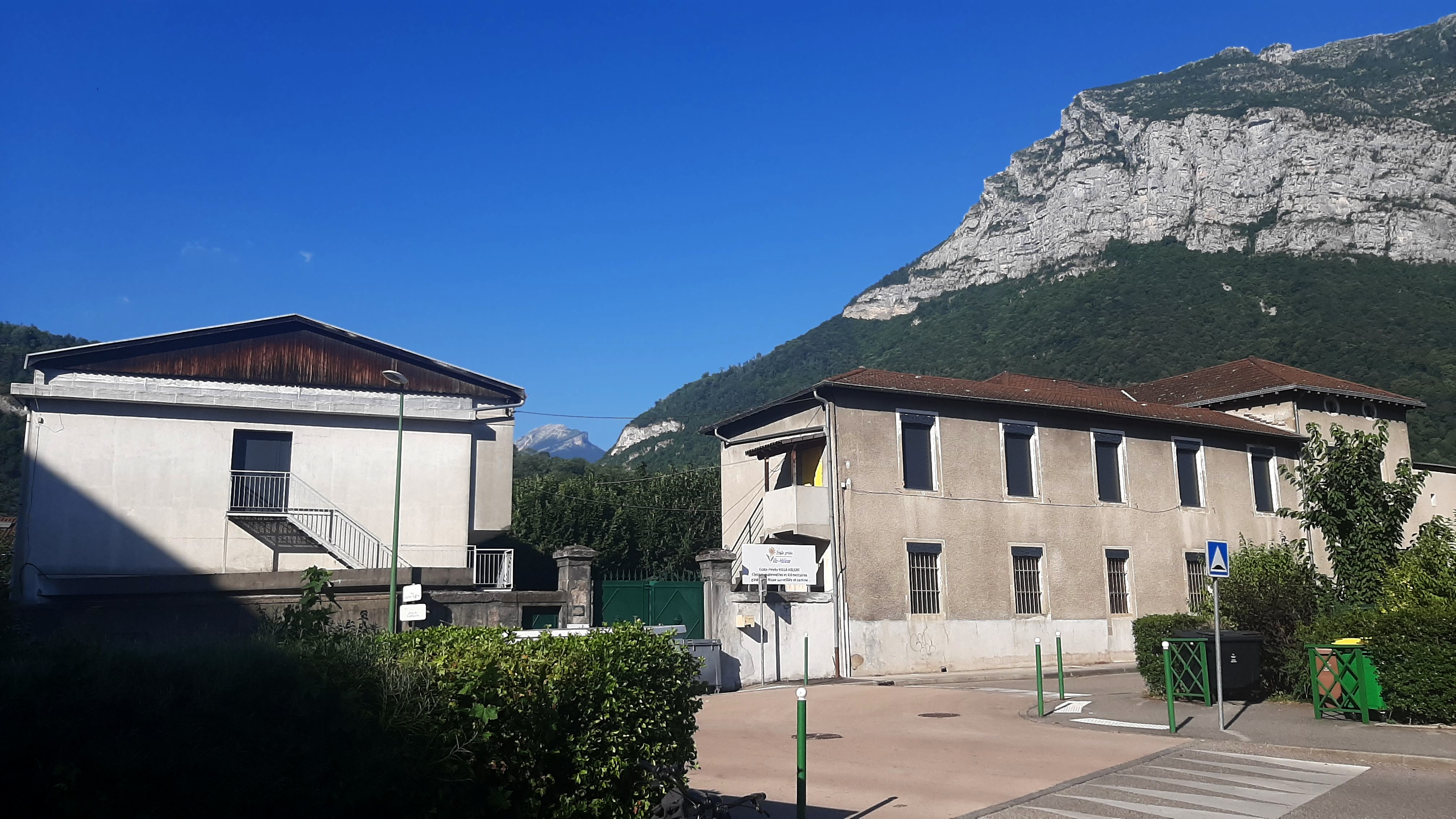
École privée Villa Hélène

Au niveau de l'enseignement primaire la commune compte six écoles publiques qui hébergent toutes des sections maternelles et élémentaires : l'école Barnave , l'école de la gare, l'école de la Monta, l'école du pont de Vence, l'école de Prédieu et l'école de Rochepleine. Ainsi qu'une école privée dénommée Villa Hélène  et qui accueille également une section maternelle et une section élémentaire.

#### Enseignement secondaire
La commune de Saint-Égrève héberge également un collège public : le collège Barnave.
Le collège Barnave a été construit en 1965 sur des plans de Jean Prouvé, Joseph Belmont, J.-C. Perrillier, et Maurice Silvy. Quarante ans après, il a été reconstruit entre février 2007 et l'été 2008 car l'ancien bâtiment ne répondait plus aux normes.

#### Enseignement supérieur
L’institut de formation en soins infirmiers de Saint-Égrève (IFSI) est situé dans l'enceinte du centre hospitalier spécialisé de Saint-Égrève.

### Équipements et clubs sportifs
La ville gère de nombreux équipements sportifs disséminés sur l'ensemble de son territoire et celui des communes voisines pour les sites partagés, dont un nombre important de gymnases, avec le gymnase de la Gare, le gymnase de Prédieu, le gymnase intercommunal « Jeannie Longo » (partagé avec la commune de Saint-Martin-le-Vinoux) et le gymnase intercommunal « Lionel Terray » (partagé avec la commune du Fontanil). Il existe également l'Espace Robert Fiat, situé avenue de la Monta; mais également l"L'ensemble sportif Jean Balestas, situé rue des Brieux (près du Néron) comprend une salle omnisports de 1000 m², un dojo, une salle de tennis de table, une salle de musculation, un terrain en herbe pour le foot et le rugby,un terrain annexe, un terrain synthétique ainsi qu'une piste de 400 m avec une tribune de 800 places, mais aussi des courts de tennis, le stade intercommunal du Parc de Vence, les deux courts de tennis du Parc de Fiancey, in espace multisports au quartier de Rochepleine.
Il existe également deux Rochers d’escalade, l'un étant situé sur la falaise de Rochepleine, et l'autre sur la falaise des Brieux, derrière le stade Jean Balestas.
La ville possède également deux sites de skate-parks : un premier site est situé au Parc de Fiancey et un second au Parc de Vence.
Le nouvel espace nautique, géré par le SIVOM du Néron et qui remplacera les deux piscines des Mails et Tournesol, devait inaugurée le 6 septembre 2020. Située sur le territoire communal, en bordure du parc et du lac de Fiancey, son inauguration et son ouverture ont été reportées en raison de la pandémie de Covid-19 pour une date indéterminée.

Quelques vues sur les équipements sportifs de Saint-Égrève
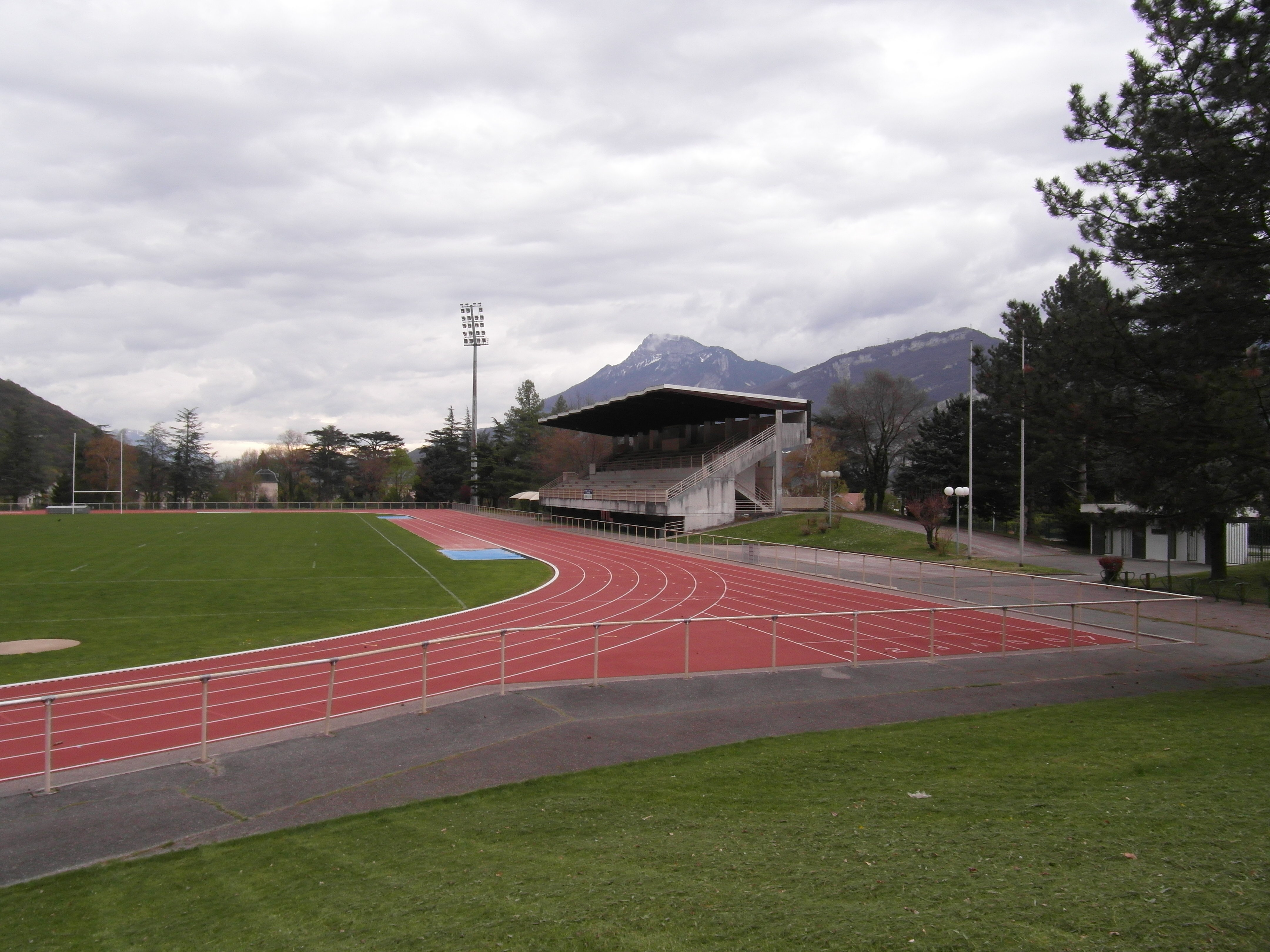
Stade omnisports de Saint-Égrève
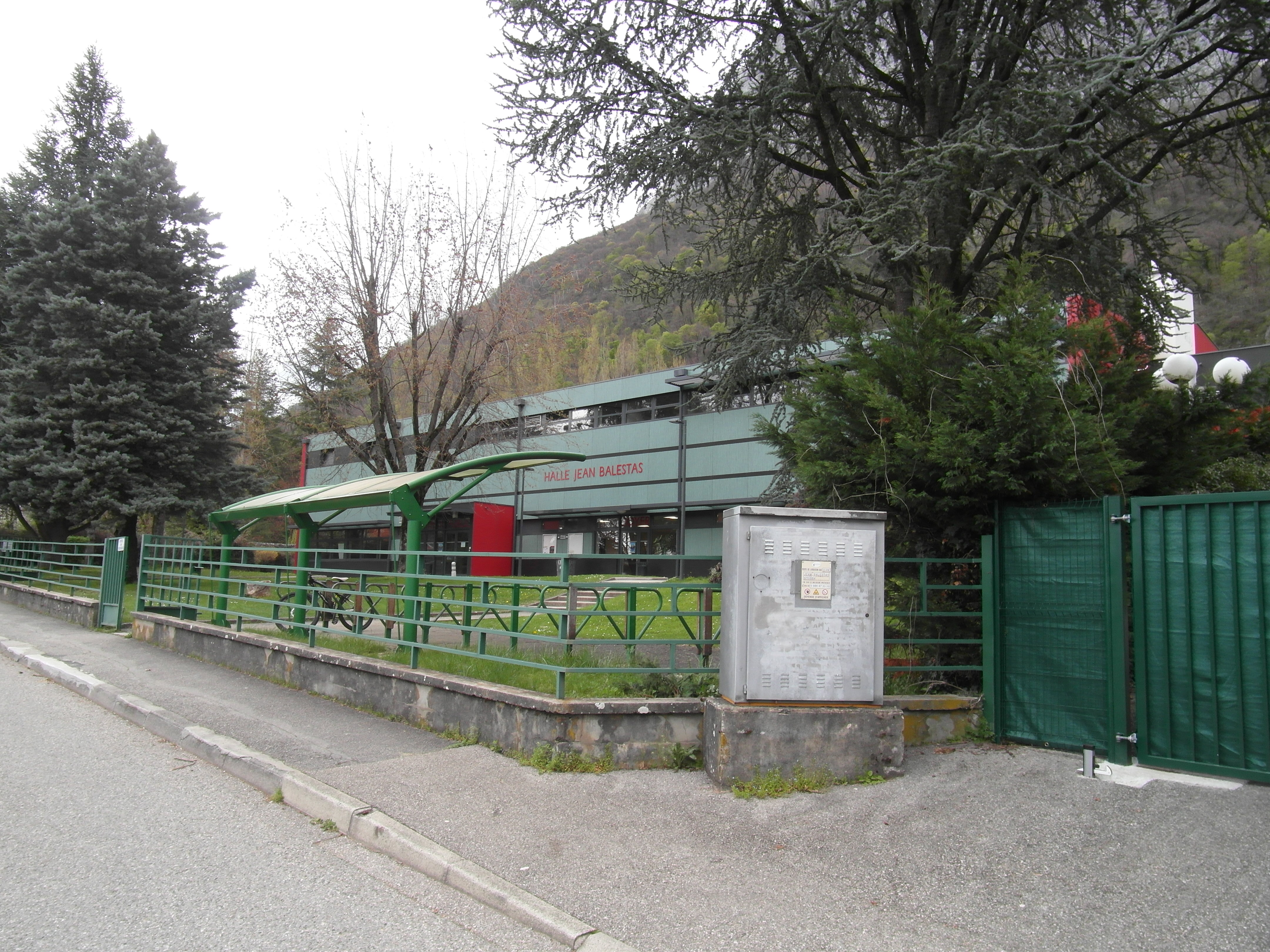
Salle omnisports Jean Balestas aux Brieux
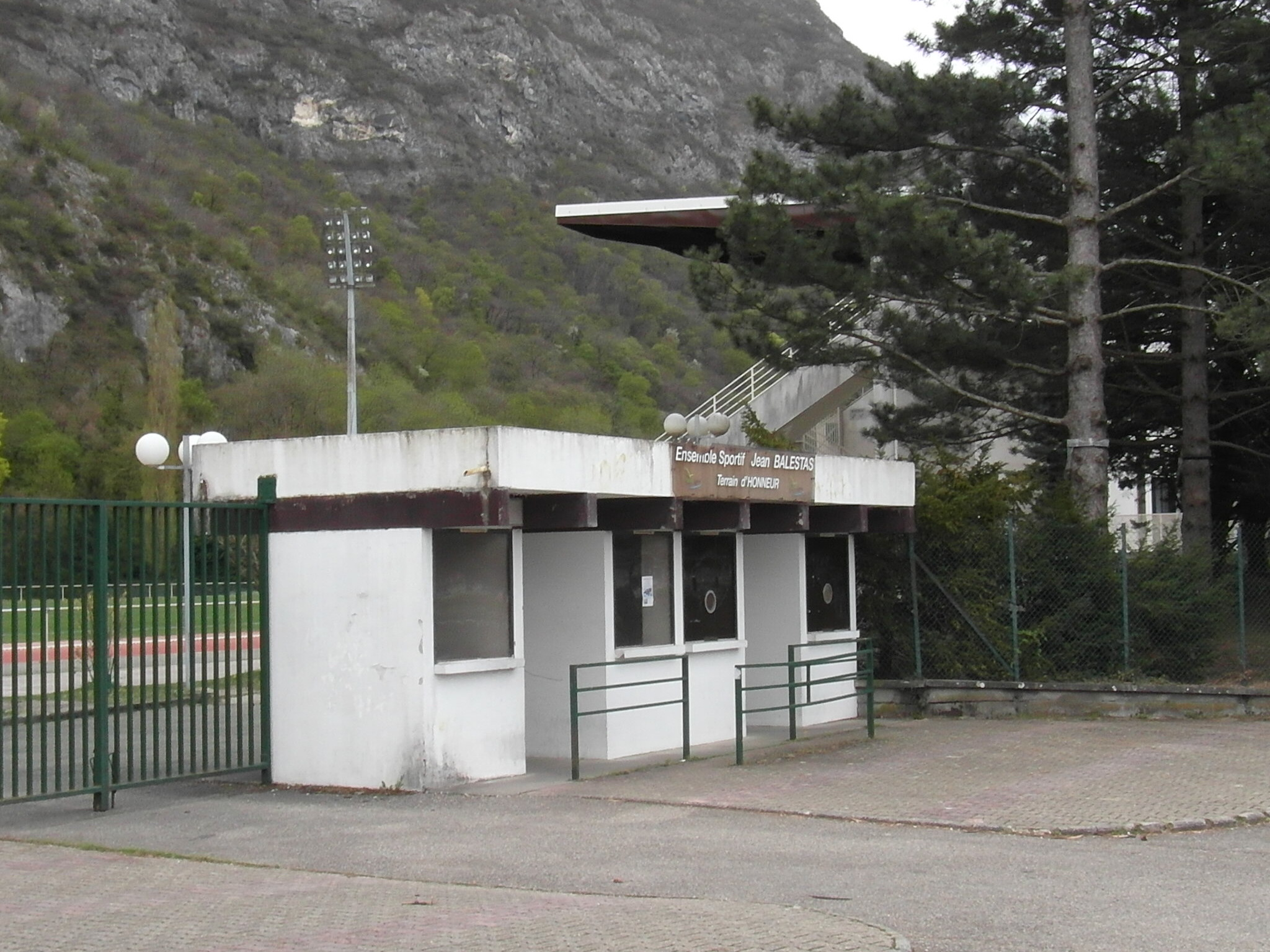
Entrée du site sportif Jean Balestas
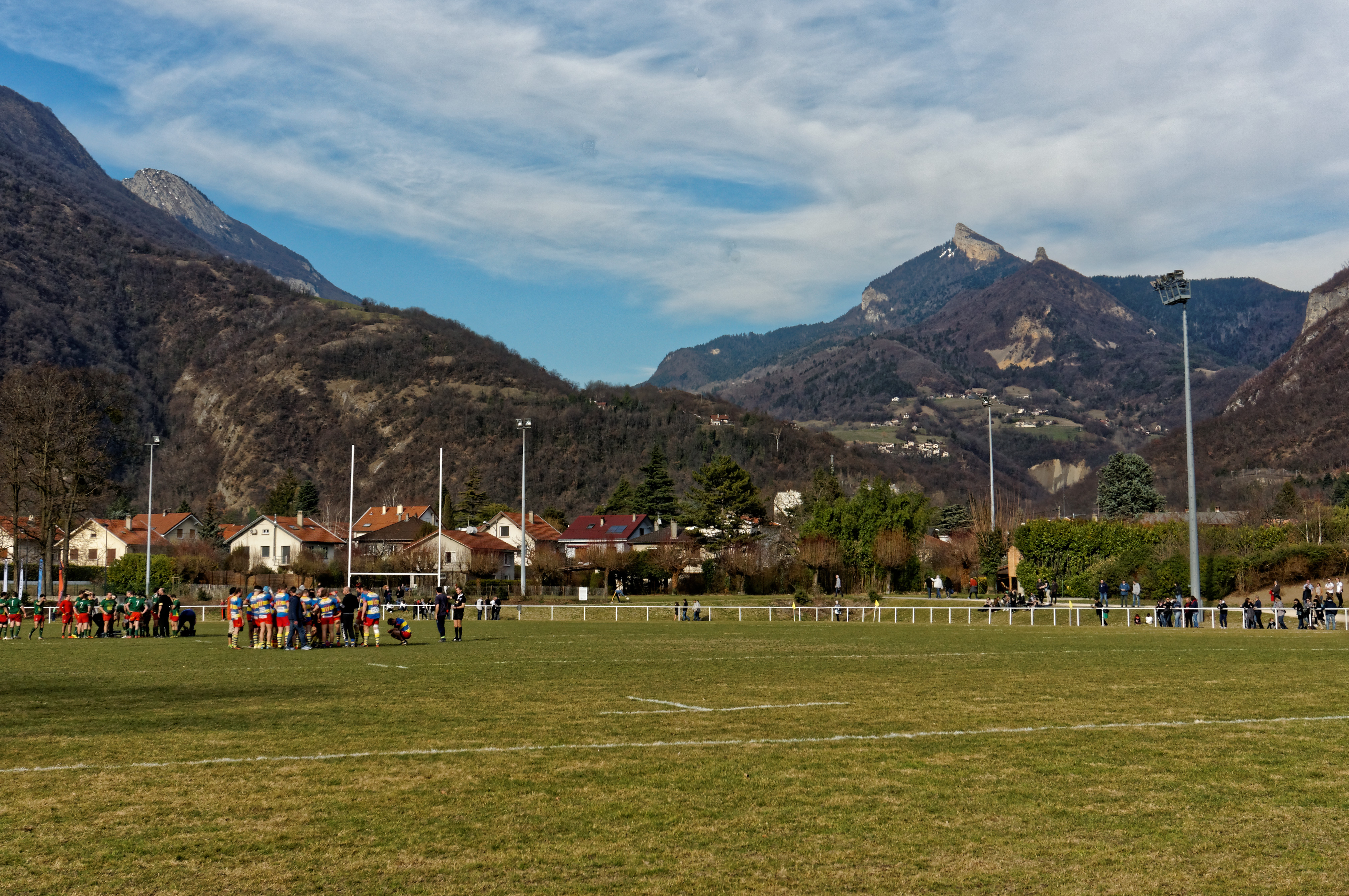
Le Stade intercommunal du Parc de Vence
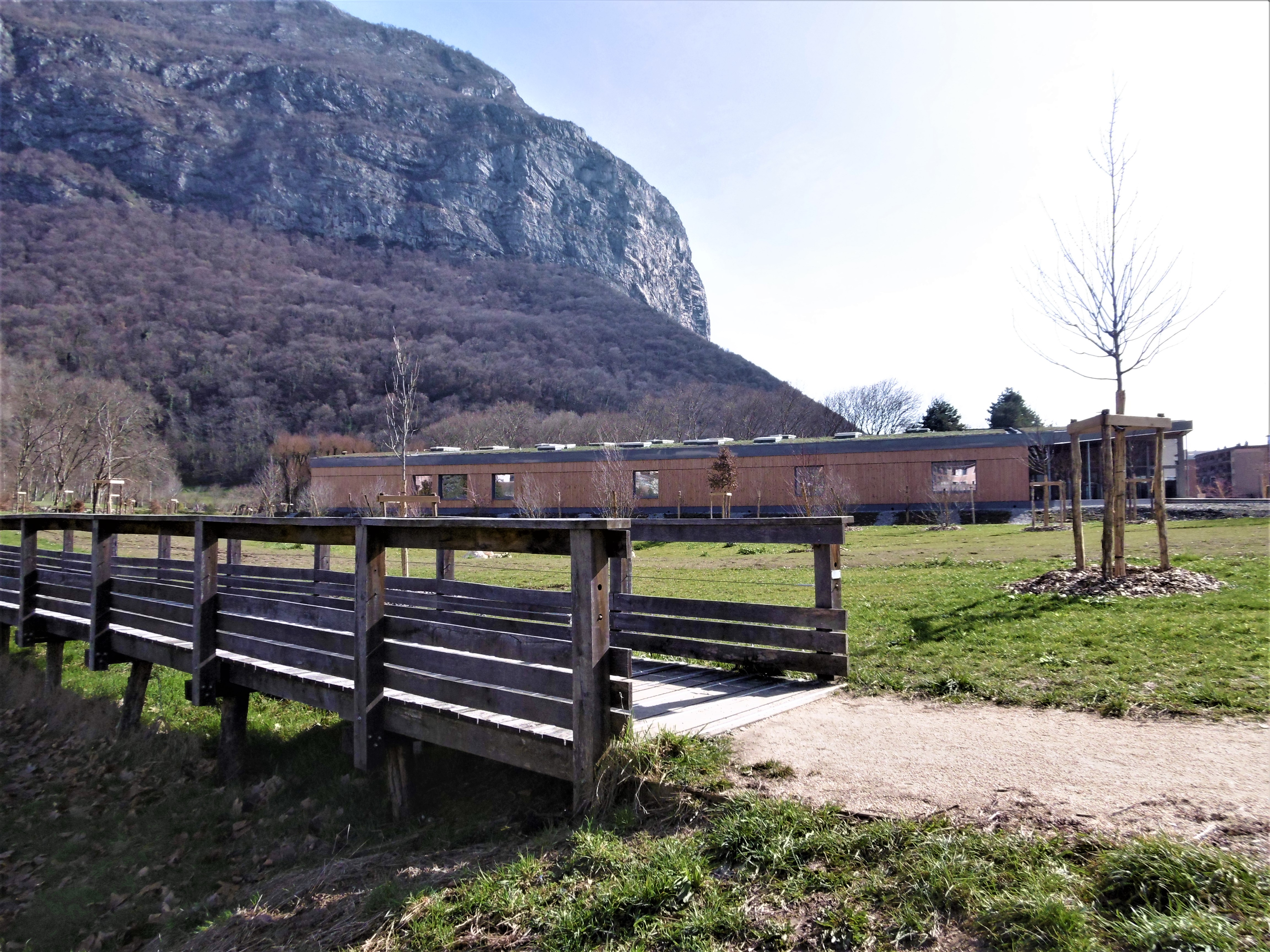
Site de la nouvelle piscine de Saint-Égrève en février 2021

### Manifestations sportives
Le cross de Saint-Égrève
La 25e édition du cross de la ville de Saint-Égrève est organisé dans le parc de Fiancey le 18 novembre 2018. Durant cette dernière édition, l'épreuve est ouverte à tous les publics, partagés en diverses catégories. La participation est payante et permet de financer des associations caritatives.
Le meeting 4H
Meeting national organisé au début du mois de juin par la section athlétisme de l’USSE. Il a la particularité d’être exclusivement consacré au 400 m haies et regroupe des athlètes de niveau international[réf. nécessaire].

### Équipements sanitaires

#### Le Centre Hospitalier Alpes-Isère (CHAI)

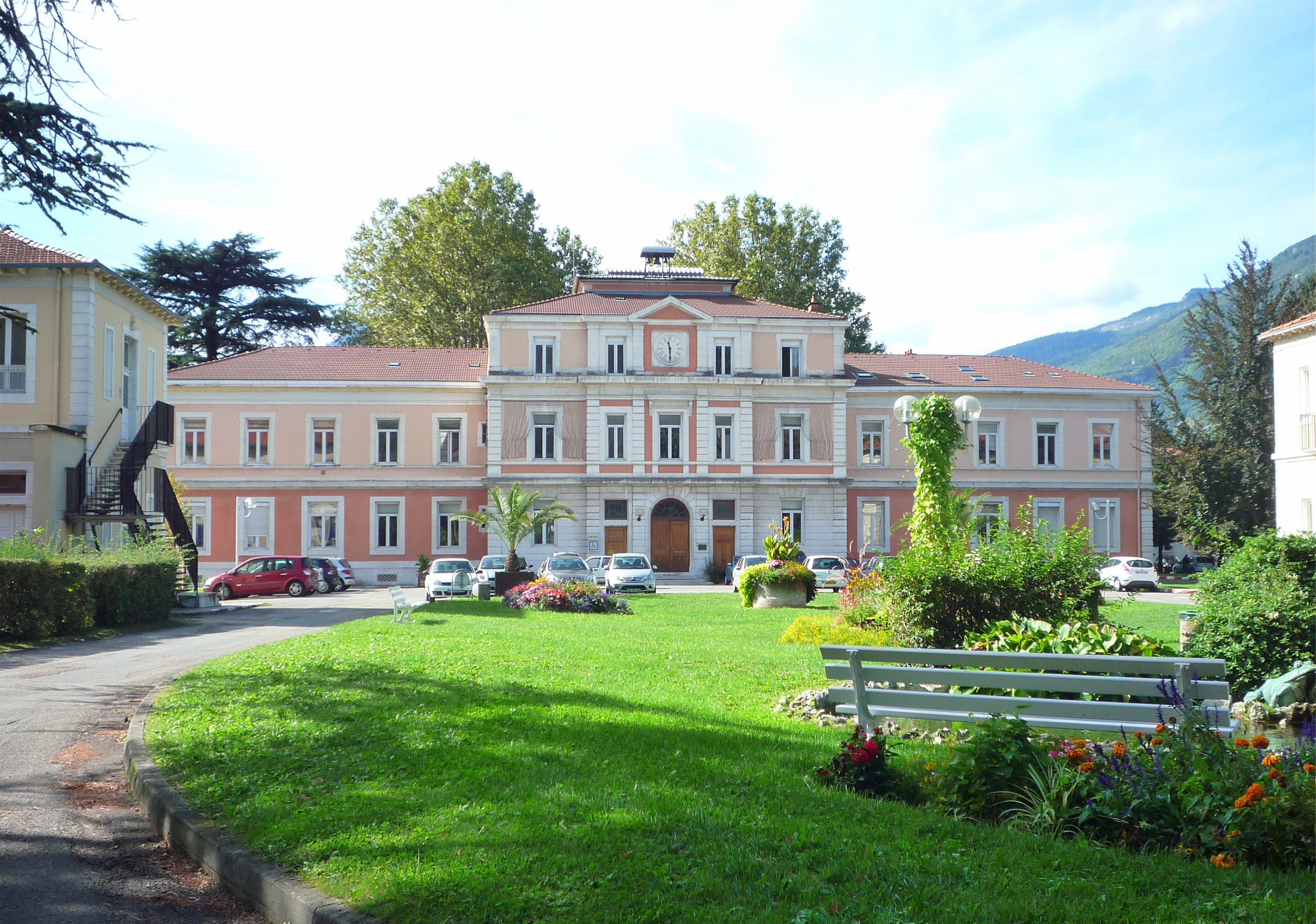
Hôpital psychiatrique Alpes-Isère de Saint-Égrève

##### Historique
Le prieuré Saint-Robert, couvent fondé par le dauphin Guigues-le-vieux, fut construit en 1070 par des moines sous la dépendance de l’abbaye bénédictine de la Chaise-Dieu en Haute-Loire (à l'époque le Velay). En 1691, le roi Louis XIV fit bâtir dans les jardins de ce couvent un hôpital pour les malades et blessés de l’armée d’Italie, qu’il laisse à la charge des religieux. Un déport de mendicité fut créé à la fin du Premier Empire. Afin de se conformer à la loi du 30 juin 1838 sur l'enfermement des aliénés, le Conseil général de l’Isère transforme le dépôt de mendicité de Saint-Robert en un asile d’aliénés.
En avril 1843, l'établissement présente un effectif de 169 aliénés. Entre 1844 et 1864, le Dr Louis Antoine Évrat, médecin directeur de l’asile de Saint-Robert, décide de le transformer en un asile d’aliénés « moderne », assurant une prise en charge axée sur le soin. Cent ans plus tard, en 1940, l'hôpital Saint-Robert devenu un hôpital psychiatrique départemental, accueille près de 1 700 professionnels de santé, 19 000 malades par an, ce qui place l'établissement parmi les plus grands établissements psychiatriques français et le deuxième en région Auvergne-Rhône-Alpes,.

##### Présentation
Le centre Hospitalier couvre un secteur de plus de 800 000 habitants sur les deux tiers du département de l'Isère. L'établissement est structuré en plusieurs pôles cliniques de psychiatrie générale et de spécialités, adulte et pédiatrique de secteur : « Drac Trièves » « Vercors », « Grenoble », « Grésivaudan », « Voironnais » ainsi que les pôles spécifiques « Infanto-Juvénile », « Trouble du Spectre de l'Autisme » et le pôle « Liaison Urgence et Spécificités ».

### Équipements et manifestations culturels

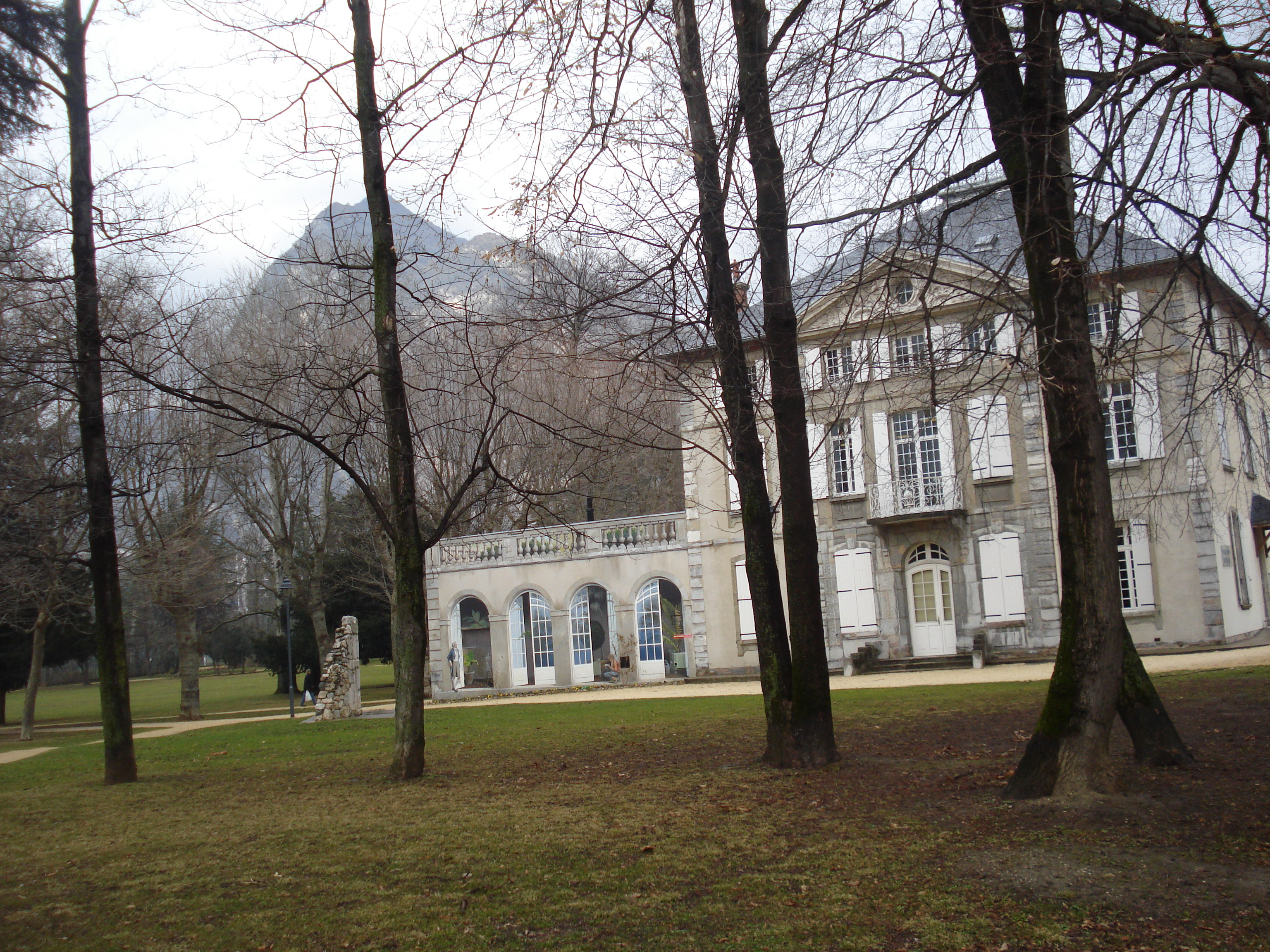
La bibliothèque Barnave, située dans la maison d'Antoine Barnave.

#### Cinéma
La ville de Saint-Égrève compte un cinéma, La Vence Scène, qui dispose de deux salles.

#### Bibliothèque
La commune dispose de 3 bibliothèques, dans les quartiers Barnave, Fiancey, et Rochepleine.

#### Enseignement musical

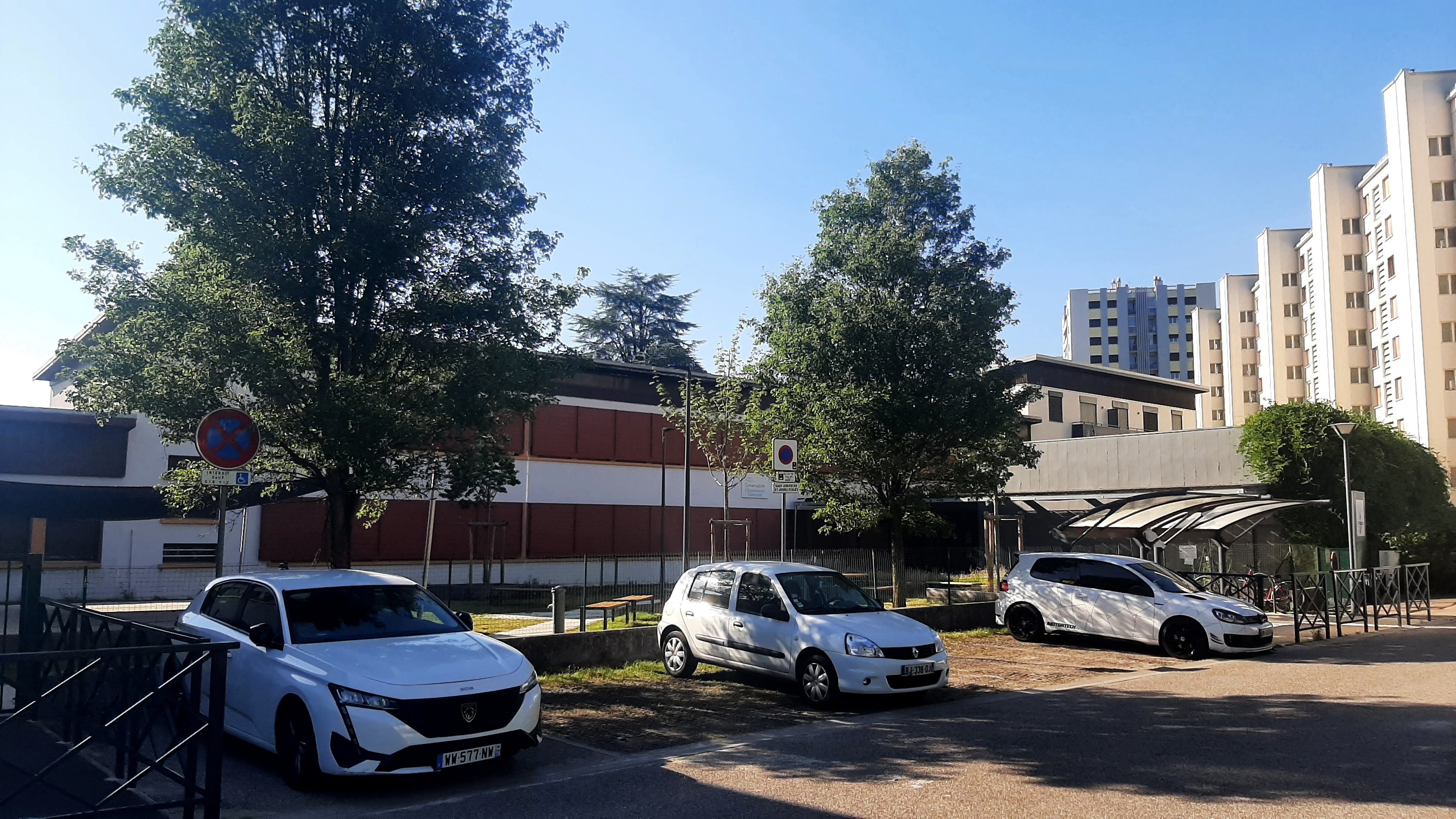
L'Unisson, conservatoire à rayonnement communal.

Un conservatoire à rayonnement communal, l'Unisson, est situé à proximité de l'école de la Gare.

### Médias

#### Presse écrite
Historiquement, le quotidien à grand tirage régional Le Dauphiné libéré consacre, chaque jour, y compris le dimanche, dans son édition de Grenoble, un ou plusieurs articles à l'actualité de la ville, de l'agglomération, ainsi que des informations sur les éventuelles manifestations locales, les travaux routiers, et autres événements divers à caractère local.

### Cultes
La ville de Saint-Égrève dispose de plusieurs lieux de cultes :

#### Culte catholique
Deux églises catholiques dont la communauté dépend de la paroisse Saint Martin du Néron, elle même rattachée au Diocèse de Grenoble-Vienne.

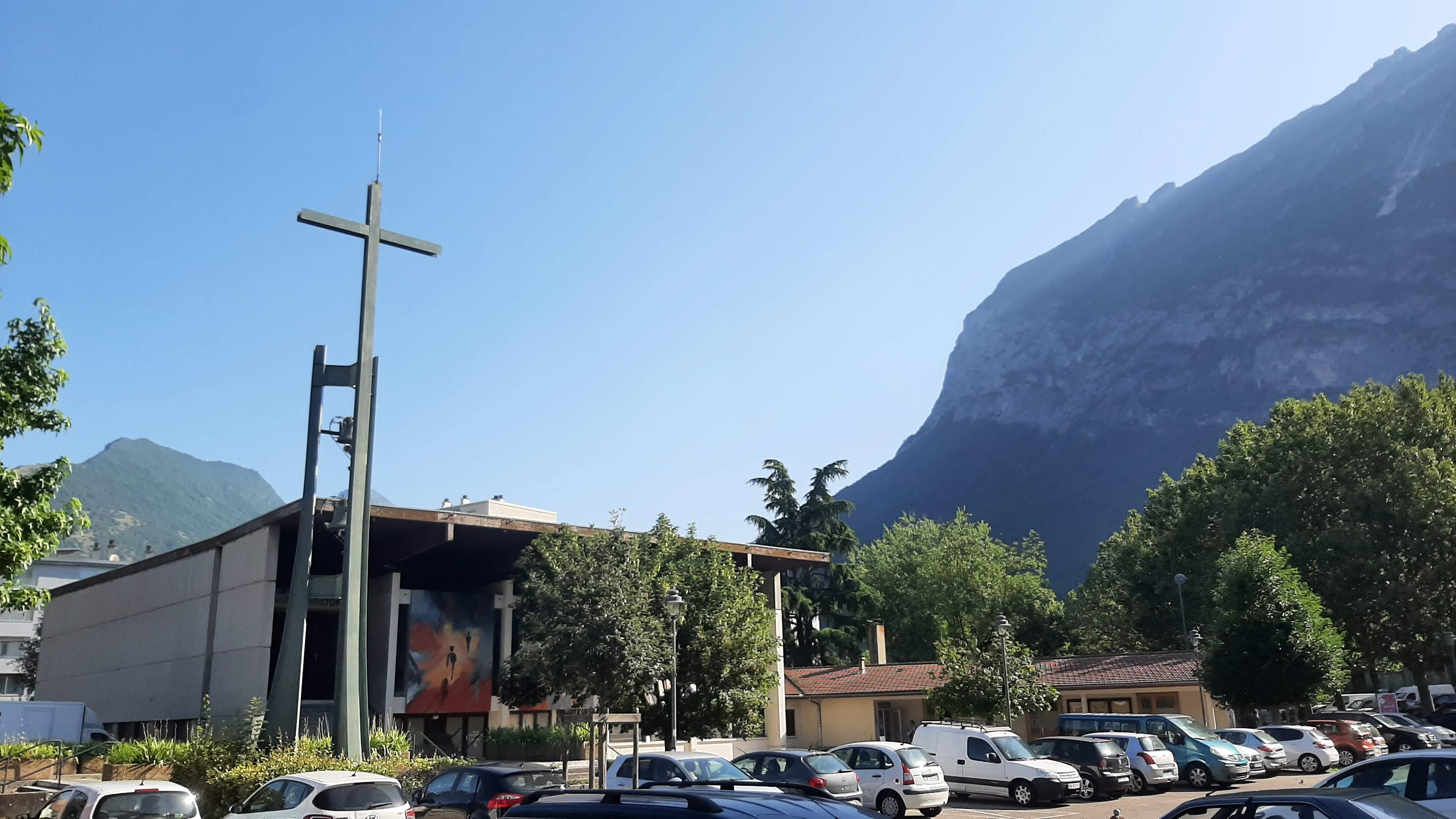
Église Saint-Christophe de Prédieu
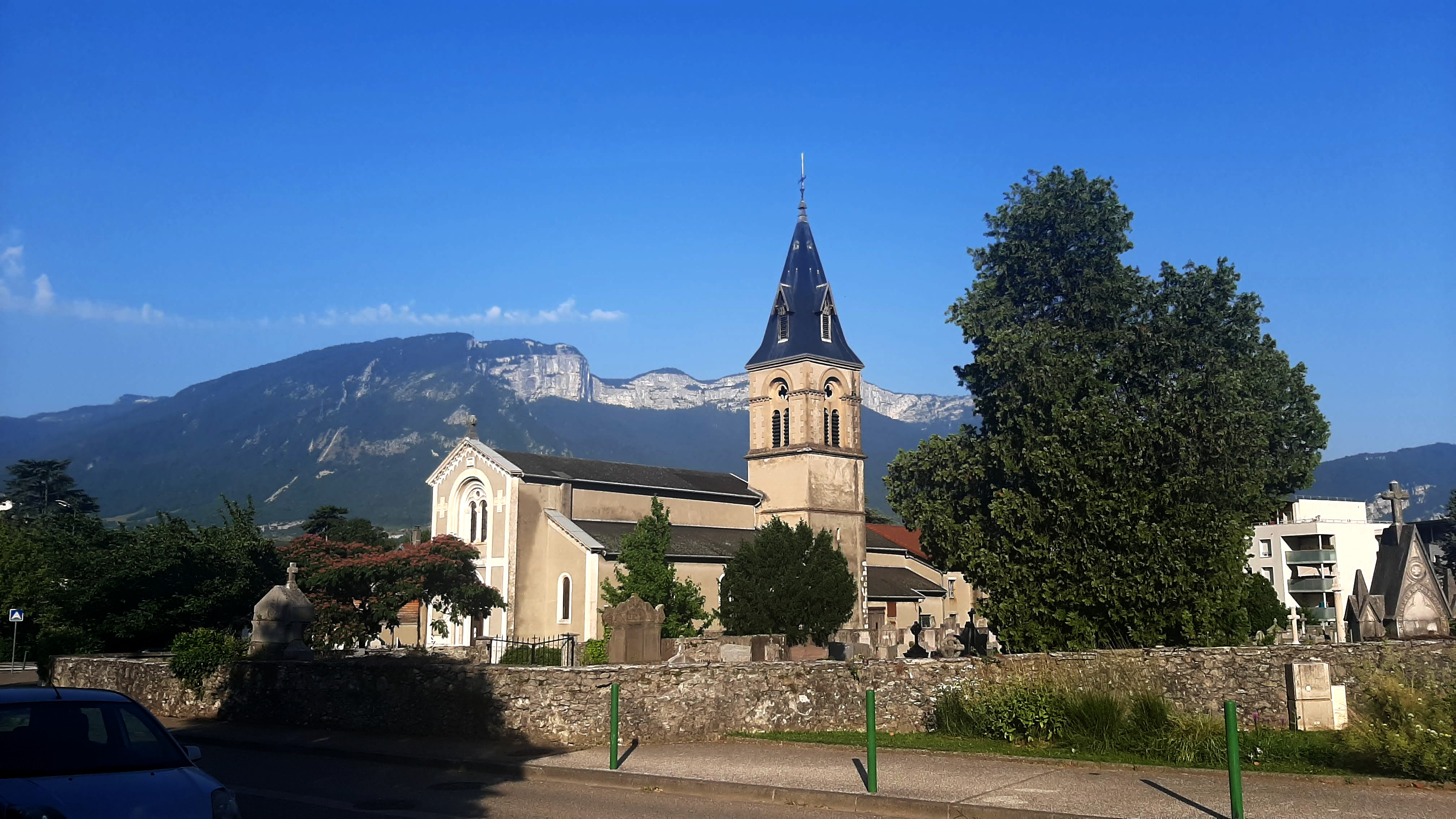
Église Saint-Égrève de la Monta

Dans les années 1970, un groupe comprenant jusqu'à 16 objecteurs de conscience vit en colocation à la Monta. L'un d'entre eux est condamné par la justice pour son refus de se rendre à l'Office national des forêts, où il était envoyé pour son service, préférant s'engager pendant 2 ans à l'aumônerie catholique du collège public de Saint-Egrève. Une partie d'entre eux fondent ensuite la communauté de la Sainte-Croix.

#### Culte protestant
Une église protestante dénommée église évangélique de Saint-Égrève.

## Économie
La commune héberge quatre zones d’activités notables, lesquelles accueillent près de cinq cents entreprises sur cent quarante hectares. Les zones dénommées « Cap 38 » et « Cap des H » sont liées à l'activité commerciale et les zones dénommées « Dièse Vallée » et « Saintech » sont de nature industrielle et de services.
L'usine Vicat de Saint-Égrève est une des cinq usines françaises du groupe.

### Secteur commercial et artisanal

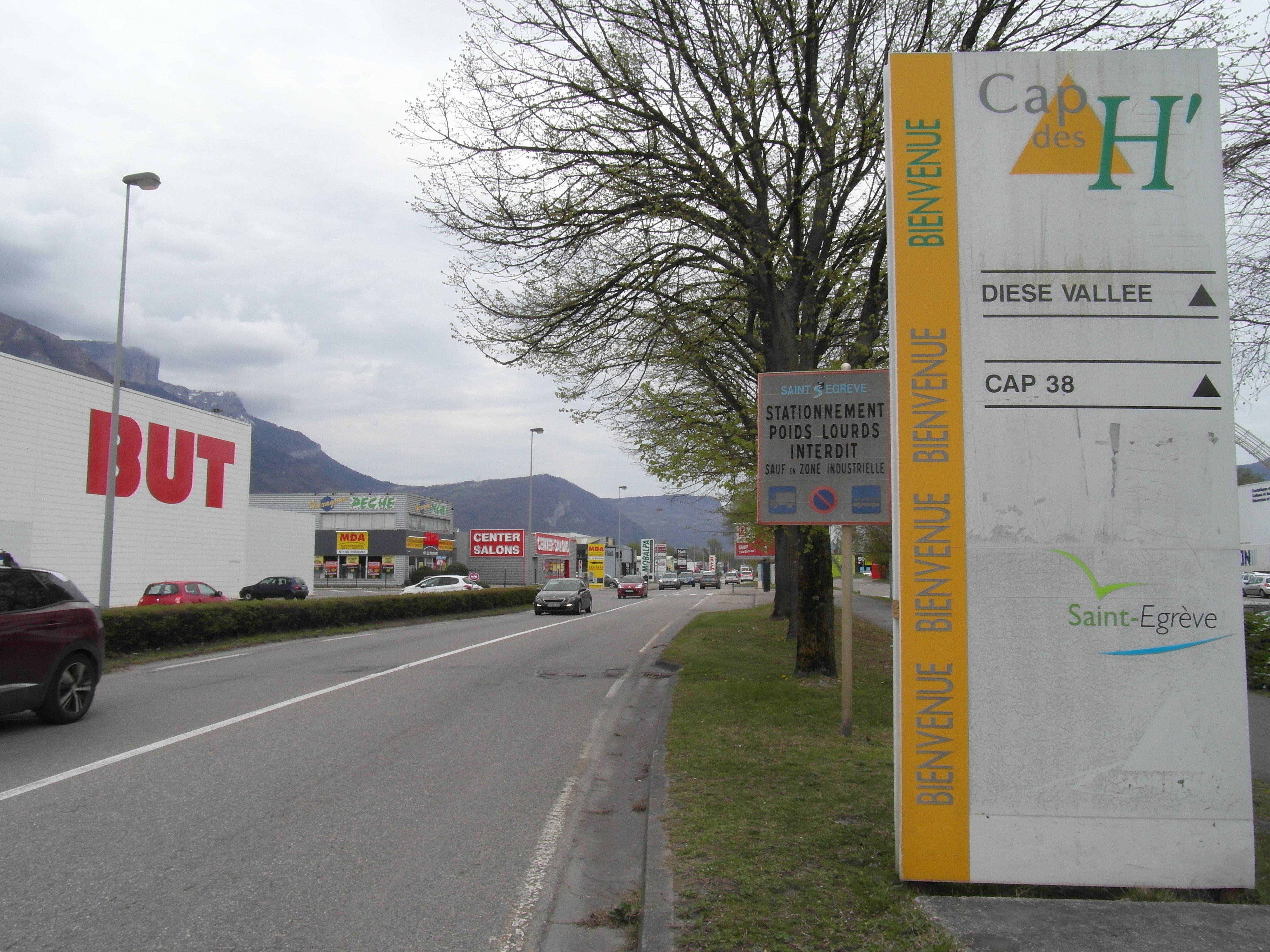
Zone commerciale du « Cap des H' »

La commune compte deux zones d'activité commerciale, toutes deux situées à l'ouest de son territoire :
1. La zone commerciale dénommée « Cap 38 », située à proximité de l'autoroute A48 et de l'Isère, s'étend sur 21 hectares comprenant une quarantaine de commerces de grande distribution, notamment dans les produits alimentaires, d'habillements, d'équipements sportifs et d'électroménagers
2. La zone commerciale dénommée « Cap des H », située également à proximité de l'autoroute, mais au nord-ouest du territoire communal est entièrement spécialisée au commerce du meuble, de l'équipement de maison ainsi que de la décoration avec une quarantaine d’enseignes dont certaines sont à vocation nationale. Il existe également des commerces de restauration.

### Secteur industriel et des services
La commune compte également deux zones industrielles ;
1. Le parc de Dièse vallée « développement industriel et économique » se situe entre les deux « caps » commerciaux, précédemment cités et s’étend sur 45 hectares. Un groupe d'une trentaine d’entreprises se sont installées dans cette zone d’activités essentiellement spécialisée dans la production et dans les services à la personne.
2. La zone industrielle de Saintech est la plus ancienne de la commune. Celle-ci s'étend au pied du Néron, non loin du quartier de Rocheplaine. Ce parc accueille une dizaine d’entreprises spécialisées dans la haute technologie.

### Secteur agricole
La commune fait partie de l'aire géographique de production et transformation du « Bois de Chartreuse », la première AOC de la filière Bois en France,.
Saint-Égrève est une des communes d'un secteur de vignobles pouvant revendiquer le label IGP « Coteaux-du-grésivaudan », comme la plupart des communes de la moyenne vallée de l'Isère (Grésivaudan et cluse de Voreppe).

## Culture locale et patrimoine

### Lieux et monuments

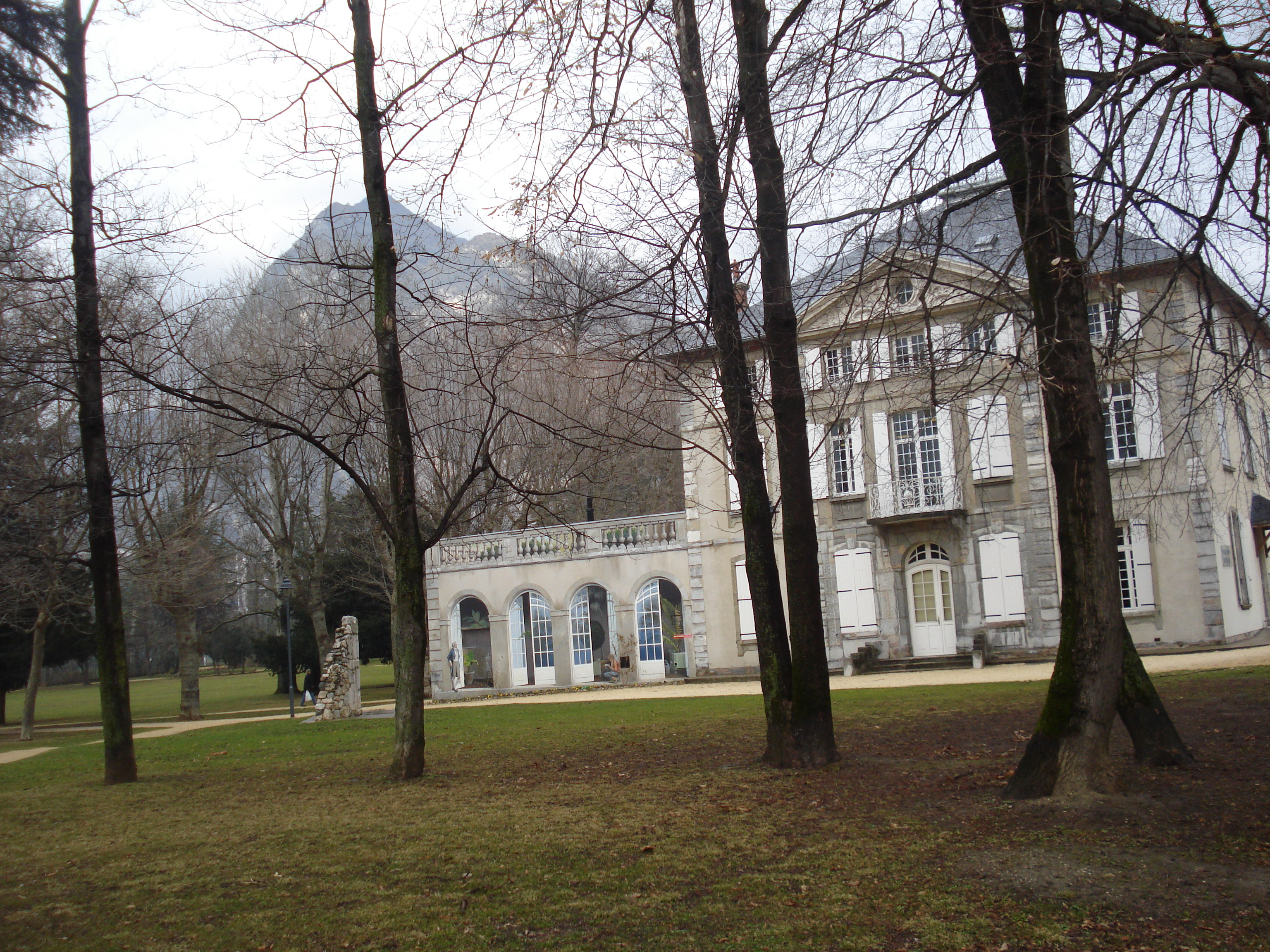
Parc et maison Barnave.

#### Patrimoine civil
La commune abrite de nombreux bâtiments historiques dont :
- la « maison Barnave » du XVIIIe siècle, où a séjourné Antoine Barnave devenue une bibliothèque municipale de la ville de Saint-Egrève[73], elle permet de visualiser l'architecture des habitations de la bourgeoisie sous l'ancien régime. Ce bâtiment tient son nom du célèbre avocat et révolutionnaire dauphinois dans les années 1755[73],[74]. Elle fut achetée par le Père d'Antoine Barnave. Antoine Barnave né à Grenoble en 1761 prit part à la révolution et fut élu député du tiers état dauphinois[73]. Il participera à l'écriture du "serment du Jeu de Paume" éléments majeur de la révolution[74], serment promettant une non-séparation avant l'élaboration d'une constitution[73]. Il prit aussi part à l'élaboration de la première constitution[73]. Cependant, il se rendit suspect et se compromit par sa correspondance entretenue pendant la fuite de la famille royale à Varenne. Antoine Barnave devint partisan de la Monarchie Constitutionnelle. C'est dans cette maison qui fait aujourd'hui office de bibliothèque qu'Antoine Barnave fut arrêté en août 1792 et emprisonné à Grenoble[73],[74]. Il fut exécuté l'année qui suivi en 1793 à Paris même année que Louis XVI période de bouleversements politiques et sociaux en France. Quelques années plus tard elle rentrera en possession de Casimir Brenier, un Grenoblois ayant participé à l'industrialisation grenobloise vers 1850, 1860. Jean Balestas, alors maire de Saint-Egrève, qui réhabilite la mémoire d'Antoine Barnave et fait acquérir le bâtiment par la commune[74]. Cette bâtisse de campagne à la toiture dauphinoise, ancienne maison forte[73]. Cette maison, dont le toit est à nouveau modifié au XIXe siècle[73]. La maison Barnave possède deux fenêtre à meneaux se trouvant à quelques mètres de la maison[74]. Elles ont été déplacées pendant la démolition de la ferme de Fiancey, montrant ainsi une origine ancienne du bâtiment caractéristique de l'architecture du Moyen Âge[73].
- le château Borel, du XVIIe siècle, qui aujourd'hui abrite la mairie.

la maison forte de Visancourt a été construite à la fin du  XVIIe siècle (probablement en 1700), Jean de Beins, ingénieur cartographe des rois Henri IV et Louis XIII, serait décédé dans ce domaine en 1651 (sans doute, dans une bâtisse plus ancienne, mais située au même endroit). Cette maison forte à ensuite appartenu à Madame Jeanne-Anne Dobert.
À partir de 1734, différents propriétaires se succèdent ainsi que différents membres de la famille Bally de Montcara de Bourchenu. En 1774, c'est la famille  Grattet du Bouchage qui acquiert la maison forte de Visancourt. Par la suite en 1885, la maison forte est vendue aux enchères, et devient la propriété d'Antoine-Auguste Planche exerçant  le métier de notaire à Grenoble. Antoine-Auguste Planche cèdera la maison forte de Visancourt en 1872 à  Louis-François Richard. C'est à partir de ce moment qu'elle prendra le nom de maison forte de Visancourt.

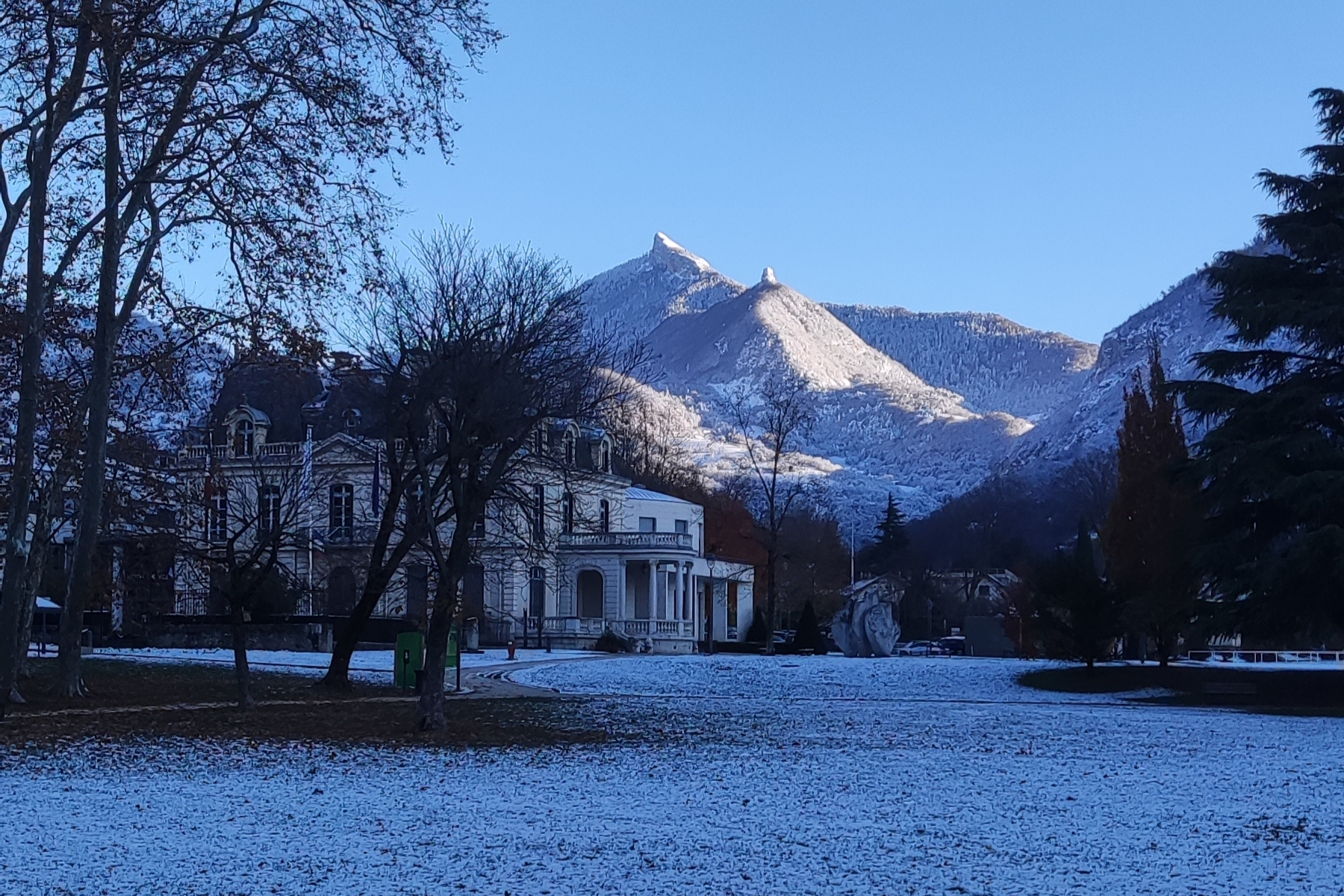
Château Borel terrasse et rotonde

En 1903, la famille Borel entre en possession de la maison Forte. La famille Borel et plus précisément Charles Borel sont issus d’une famille de gantiers grenoblois et administrateur des Ciments de la Porte de France. Charles Borel fera détruire une partie de la maison forte de Visancourt pour la reconstruire dans des travaux qui s'achèveront en 1911 pour avoir l'aspect qu'elle possède de nos jours. Pour cela Charles Borel souhaite respecter les goût de la bourgeoisie industrielle de l'époque en construisant à la place de la maison forte une villa moderne et plus actuelle. Il confie alors cette tâche aux architectes grenoblois Morard et Bonnat qui achèveront cette construction en 1911. La maison forte de Visancourt fut transformée en 1911 en une résidence plus moderne par Charles Borel,. Ce chantier mettra en avant des techniques de construction modernes comme le béton armé ou le ciment moulé qui se développeront dans ces années dans la région dauphinoise. Le château possède un décor éclectique emprunté pour l’essentiel aux constructions XVIIIe siècle. La façade principale présente une belle symétrie avec de hautes fenêtres sur deux niveaux. Elle possède aussi en son centre un balcon en fer forgé et avec à sa tête un fronton. La façade sud-ouest du nouveau château moderne est caractérisée par la présence d'une terrasse symétrique et d'un porche d'hémicycle également connu sous le nom de rotonde. À l'intérieur, cinq salles coupent le château au niveau de son rez-de-chaussée, la grande baie illuminant l'escalier central avec un  vitrail “ Guirlande, fruits, fleurs stylisés ” dans le style Art nouveau, créé par Louis Balmet maître verrier grenoblois, réputé qui a travaillé sur le vitrail de l'église Saint-Louis, ainsi que l'église Saint-Joseph à Grenoble . Par la suite Charles Borel fit venir Louis Bardey, peintre lyonnais qui fit les fresques de la salle de séjour.
En 1937, le château est cédé à la Mairie de Saint-Egrève, le maire Marius Camet l'achète à la veuve  Marguerite-Sophie Louis Pellet du défunt Charles Borel. La municipalité décide d'installer la classe à l'intérieur du château qui se trouvait à l'époque au groupe scolaire de la Monta. La mairie s'installe aussi en 1937 au château Borel.
En 1967, le château Borel est utilisé exclusivement en tant que mairie,.
En 1993, les extensions de la mairie sont construites avec des bâtiments plus modernes accolés au château et dans son prolongement par l'architecte Roland Castro.
- le monument aux morts :

le pilier du monument aux morts communal, protégé par un grillage, se présente sous la  forme d'une colonne quadrangulaire ornée d'un pot-à-feu à son sommet.
- le château du Muret dit château Marcieu[78].
- le château de la Tourelle, date de la fin du XVIIe siècle[78].
- le château de Rocheplaine, date de la fin du XVIIIe siècle[78].
- les vieilles maisons dans le bourg[78].

#### Patrimoine religieux
- Église Saint-Christophe de Saint-Égrève
- Église de la Monta

Saint-Égrève possède une vieille église dans le quartier de La Monta, près du cimetière et de l'école primaire publique. D'origine du XIe siècle, elle a été transformée au cours du XIXe siècle. Seules les stalles, récupérées de l'ancien prieuré Saint-Robert de Cornillon, sont classées au titre des Monuments Historiques.
L'hôpital psychiatrique, successivement ancienne maison de correction, asile d'aliénés appartenant au département après sa vente comme bien national, fut d'abord un prieuré fondé au XIe siècle par Guigues-le-Gras, seigneur dauphin, possédant également le château du Cornillon, aujourd'hui disparu.

### Patrimoine naturel
La commune fait partie du parc naturel régional de Chartreuse et  abrite des zones naturelles d'intérêt écologique, faunistique et floristique (ZNIEFF) dont :
- la ZNIEFF de la montagne du Néron (partiellement) qui abrite une colonie de plantes méridionales répertoriée par les naturalistes grenoblois, les pentes de cette montagne abrite des bois de Chêne pubescent abritant plusieurs plantes sub-méditerranéennes[82].
- la ZNIEFF des rochers de Rocheplaine (entièrement)
- la ZNIEFF de la rivière de l'Isère en aval de Meylan (partiellement)

Elle abrite également une zone naturelle sensible, l’Espace naturel sensible de la Roselière du Muscardin correspond à un ancien bras mort, abandonné depuis longtemps par l'Isère, situé dans le quartier urbain de Rochepleine. Une faune et une flore assez diversifiées même si aucune plante protégée n’a été recensée, les boisements humides d’aulnes et de frênes présentent un intérêt patrimonial. On peut également y rencontrer des petits espèces animales, telles que des canards, des grenouilles, des carpes et des libellules,.

### Espaces verts
Saint-Égrève, bien que située dans une  des plus grandes agglomérations françaises, bénéficie d'un environnement relativement fleuri et boisé; en mars 2017, la ville confirme ce statut en continuant à bénéficier d'une niveau « deux fleurs » au concours des villes et villages fleuris, ce label récompense le fleurissement de la commune au titre de l'année 2016.
Les Parcs publics
La ville compte cinq parcs aménagés et entretenus par les services municipaux, totalisant une superficie cumulée d'environ 62 hectares. Ces parcs et jardins sont, : le jardin sauvage de la Roselière du Muscardin (espace protégé), le parc Barnave, situé près du pôle culturel de la ville, le parc des buttes à l'entrée nord de la commune, le parc de Fiancey (et son lac), au sud de la commune, le parc de Rochepleine dans le quartier homonyme, le parc Marius-Camet, en face de l'hôtel de ville, le parc de la Vence, le long du ruisseau éponyme.

Quelques vues sur les parcs publics municipaux de Saint-Égrève
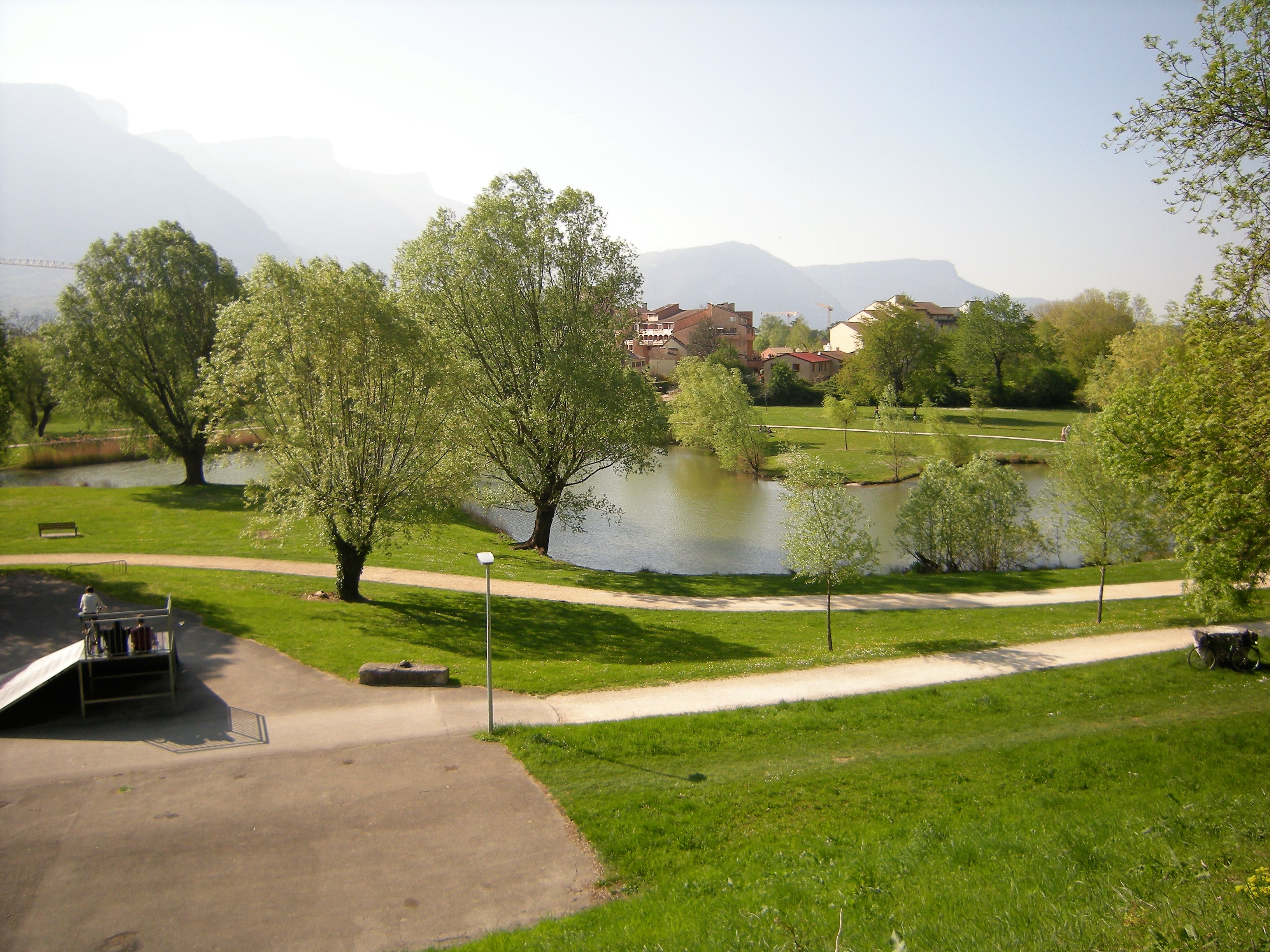
Le parc de Fiancey
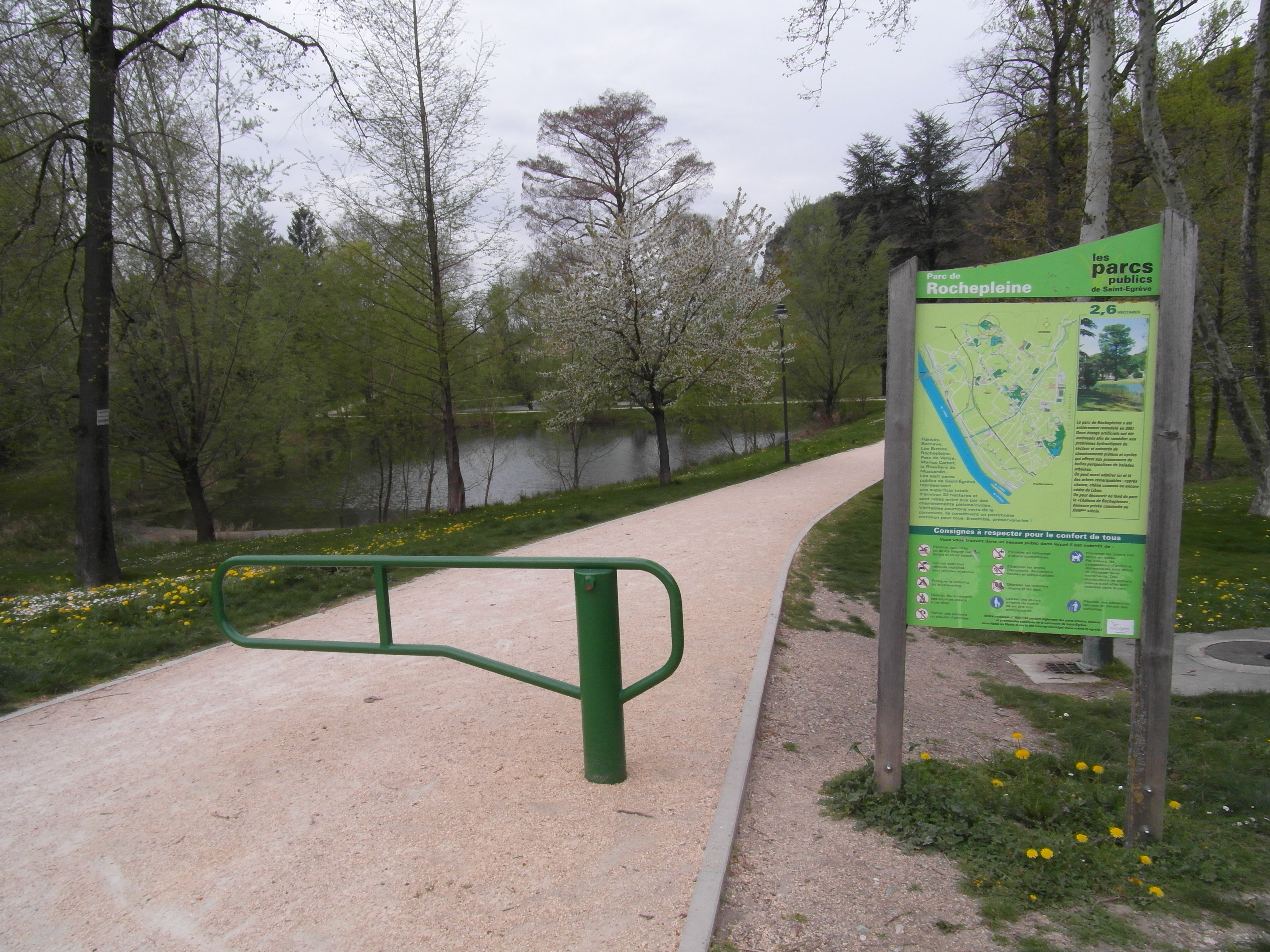
Entrée du parc de Rochepleine
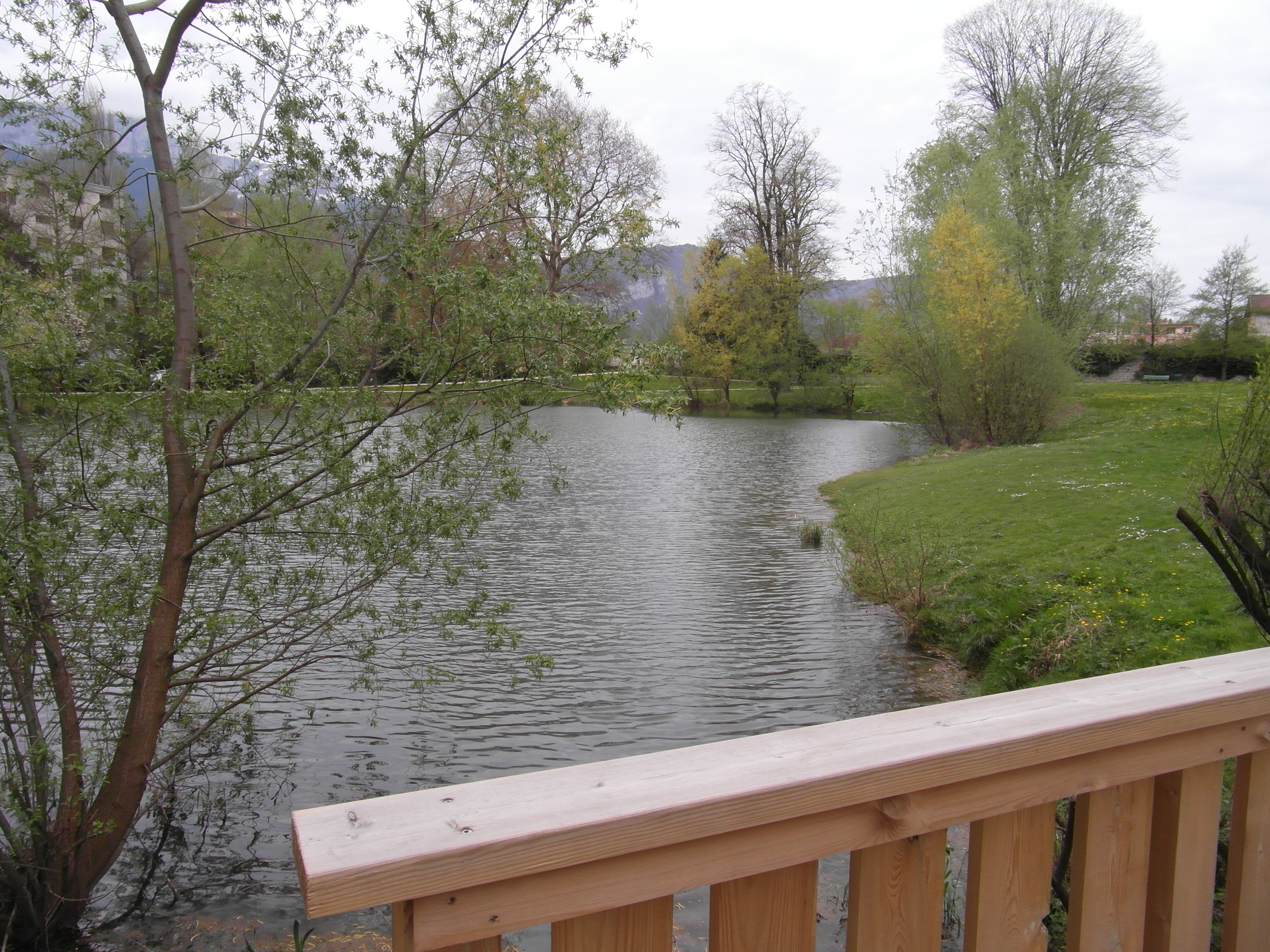
Étang du parc de Rochepleine
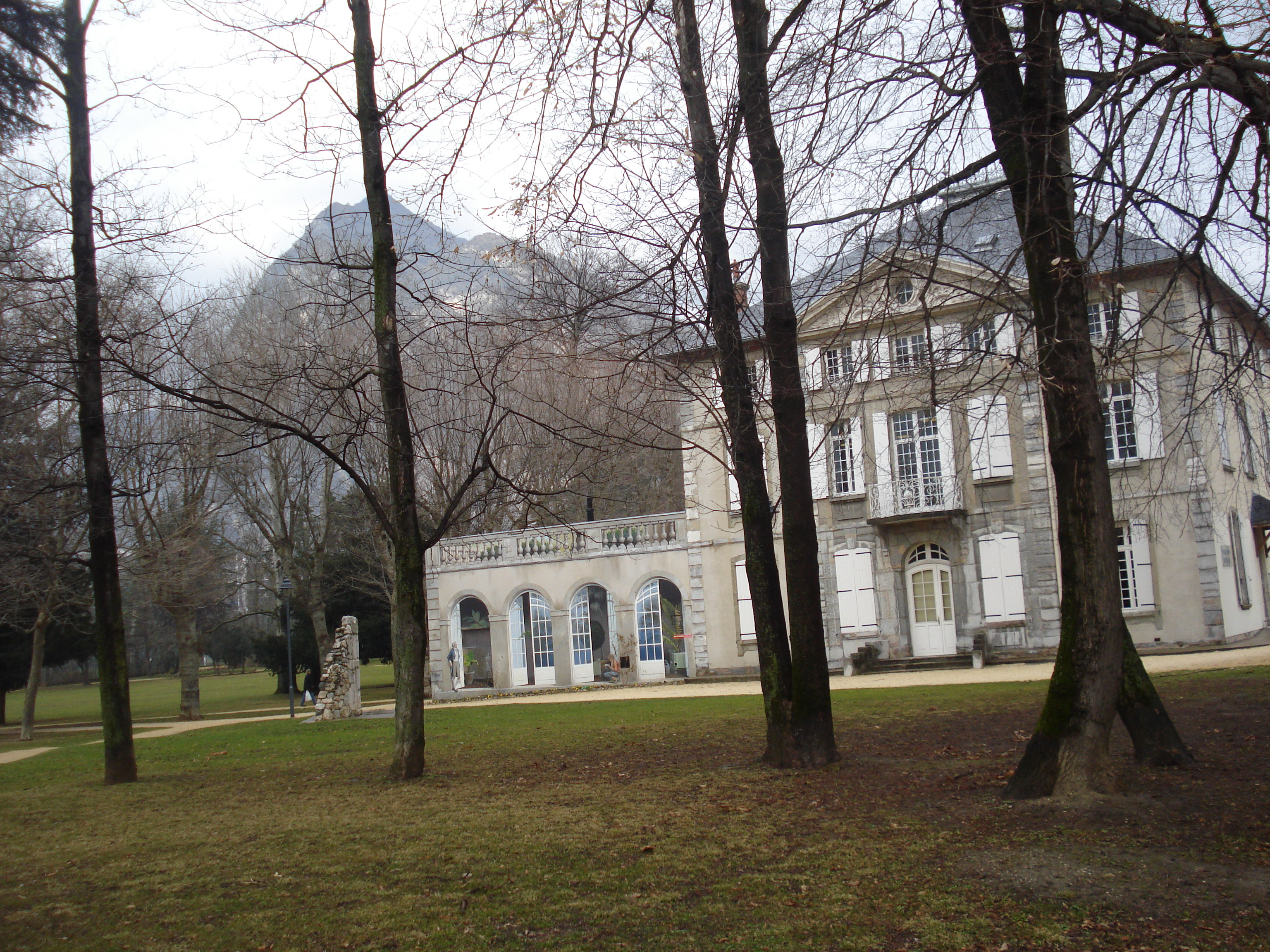
Parc Barnave

### Patrimoine et tradition orales

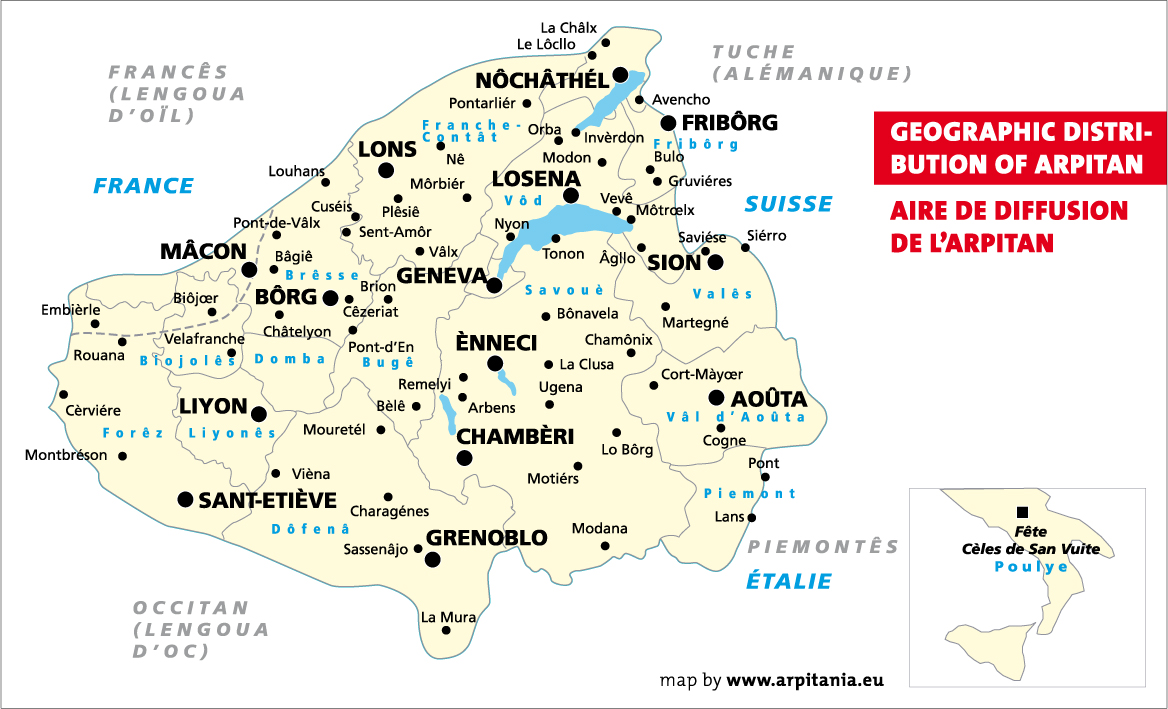
Aire linguistique francoprovençale

Le territoire de la commune et de son canton se positionne dans la partie septentrionale de l'agglomération grenobloise, dans la zone des patois dauphinois, laquelle appartient au domaine des langues dites franco-provençales ou arpitanes au même titre que les patois  savoyards, vaudois, Valdôtains, bressans et foréziens. (voir carte)
L'idée du terme franco-provençal attribuée à cette langue régionale parlée dans la quart de la France du Centre-Est différente du français, dit langue d'oil et de l'occitan, dit langue d'oc est l'œuvre du linguiste et patriote italien Graziadio Isaia Ascoli en 1873 qui en a identifié les caractéristiques.

### Personnalités liées à la commune
- Jean de Beins (1577 - 1651), ingénieur et géographe militaire français, exerçant pour le compte du roi Henri IV pour le Dauphiné et grand fortificateur de cette province, mort à Saint-Égrève. Jean de Bains est l'auteur et le superviseur des premières cartes précises de la région.
- Antoine Barnave (1761 - 1793), homme politique français et célèbre révolutionnaire né à Grenoble. Arrêté le 19 août 1792 dans sa maison familiale de Saint-Égrève, il est incarcéré dans la prison de la citadelle de la Bastille, puis au couvent de Sainte-Marie-d’en-Haut, il est condamné à mort et guillotiné le 29 novembre 1793.
- Élise Grappe, née Élise Mounier-Lambert (1911-1996), femme politique PCF, est née dans la commune.
- Paule Duport (1927-2017), née Lamirand, députée européenne, y était adjointe au maire de 1983 à 1995.
- Jean Pinsello (né en 1953), cycliste, né à Saint-Égrève.
- Pierre Ribeaud (né en 1955), homme politique, ancien député PS de la 5e circonscription de l'Isère, tête de liste PS à Saint-Égrève lors des municipales[87] et conseiller général du canton de Saint-Égrève.
- Catherine Kamowski (née en 1958), femme politique française, députée de la 5e circonscription de l'Isère, maire de Saint-Égrève de 2002 à 2016, elle est encore membre du conseil municipal de la commune en 2018[88].
- Mélissa Theuriau (née en 1978), journaliste et présentatrice d'émissions de télévision. Originaire d'Échirolles, elle a passé une partie de son enfance à Saint-Égrève.
- Vincent Clerc (né en 1981), joueur de rugby de Toulouse et de l'équipe de France. Il a commencé le rugby au collège Barnave et poursuit sa formation au FC Grenoble en minimes.
- Rafik Djebbour (né en 1984), joueur de football international algérien évoluant en Grèce ayant grandi à Rochepleine, un quartier de Saint-Égrève.
- Jérémy Pied (né en 1989), joueur de foot à l'OGC Nice, formé à l'Olympique Lyonnais, a commencé le foot à l'USSE (Union Sportive de Saint-Égrève).
- Le révolutionnaire Joseph Sobrier et le peintre Johan Barthold Jongkind, précurseur majeur de l'impressionnisme, sont morts à l'asile d'aliénés de Saint-Égrève, respectivement en 1854 et 1891. L'artiste franco-américaine et établi à New-York, muse de Salvador Dalí, puis l’égérie de Andy Warhol Ultra Violet (1935-2014) est inhumée dans le cimetière de Saint-Égrève.

Quelques personnalités historiques et actuelles liées à la commune de Saint-Égrève
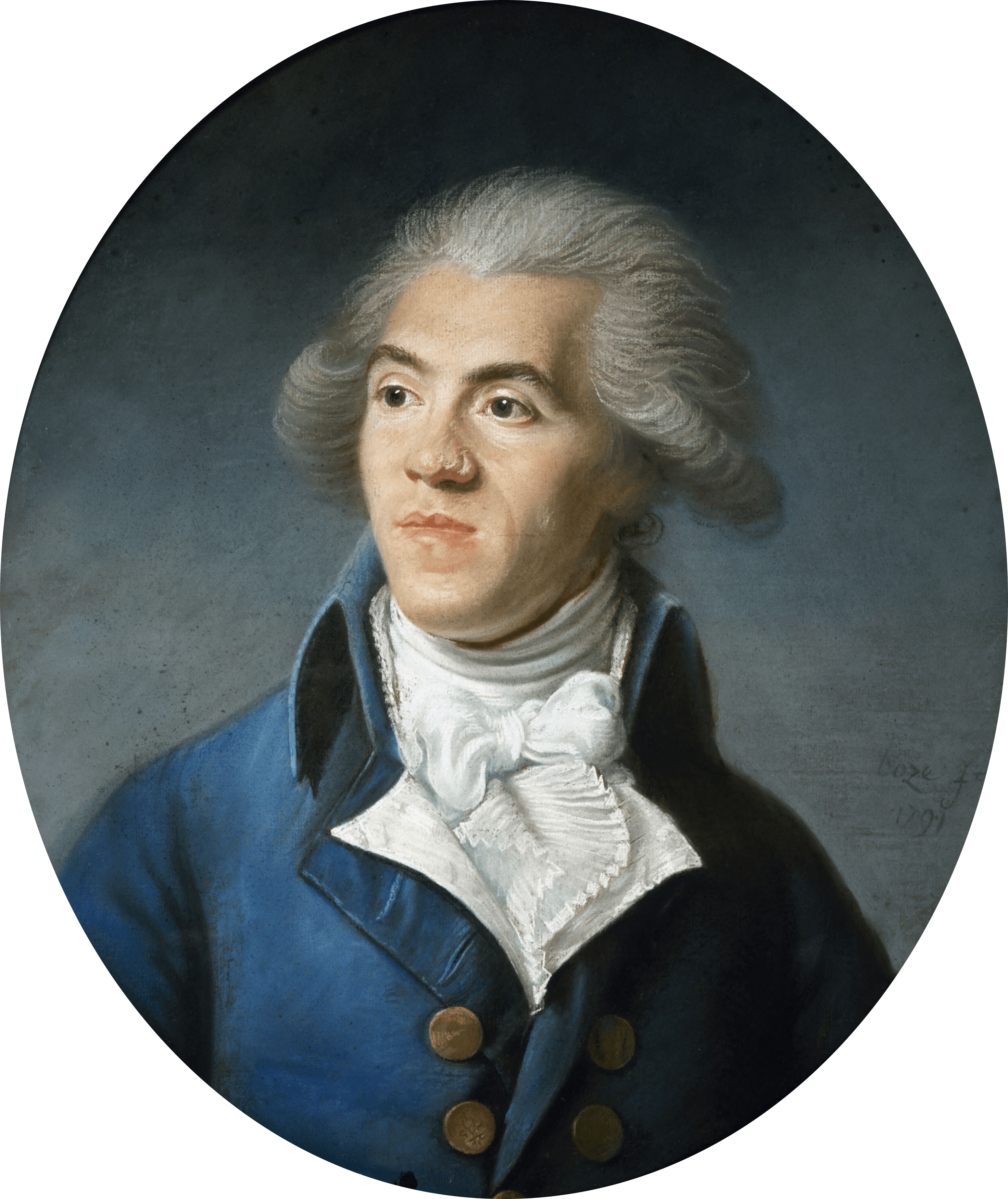
A. Barnave
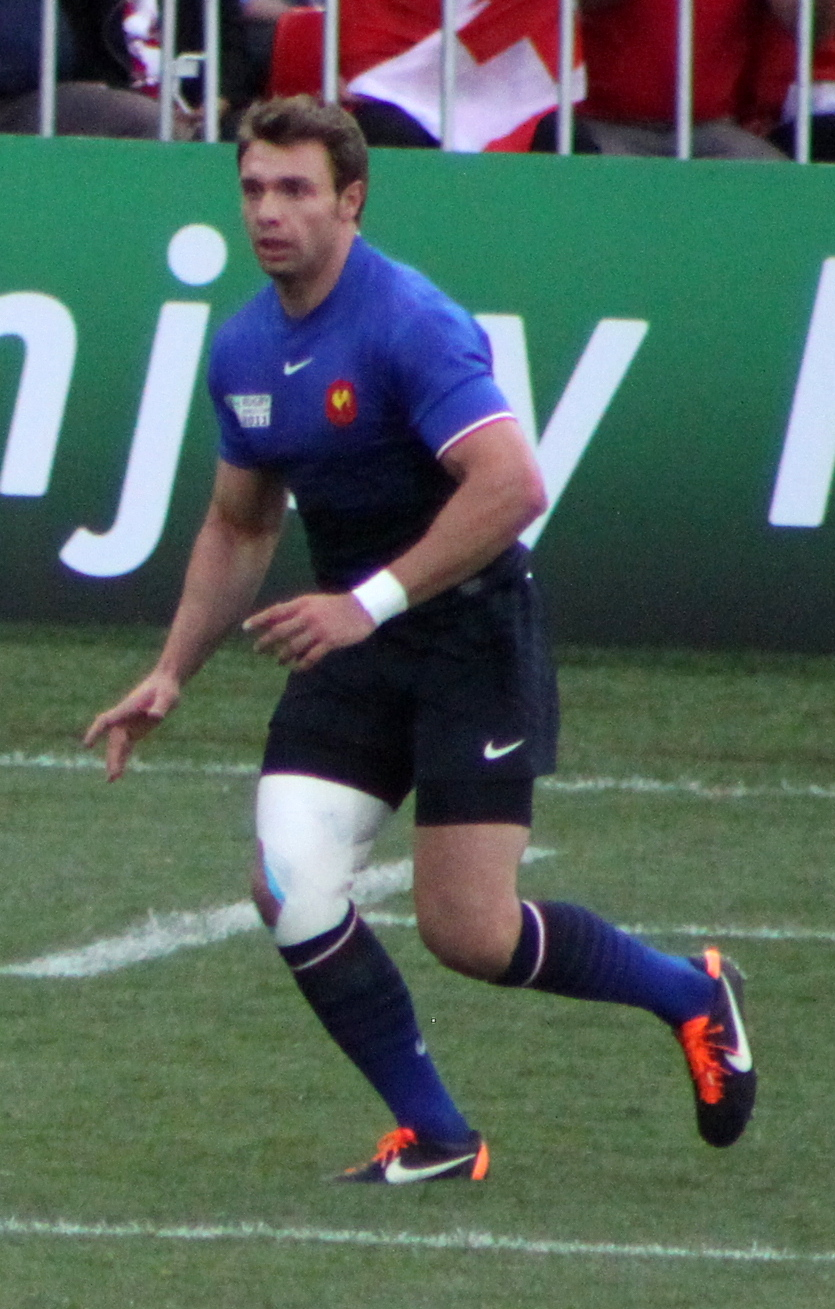
Vincent Clerc
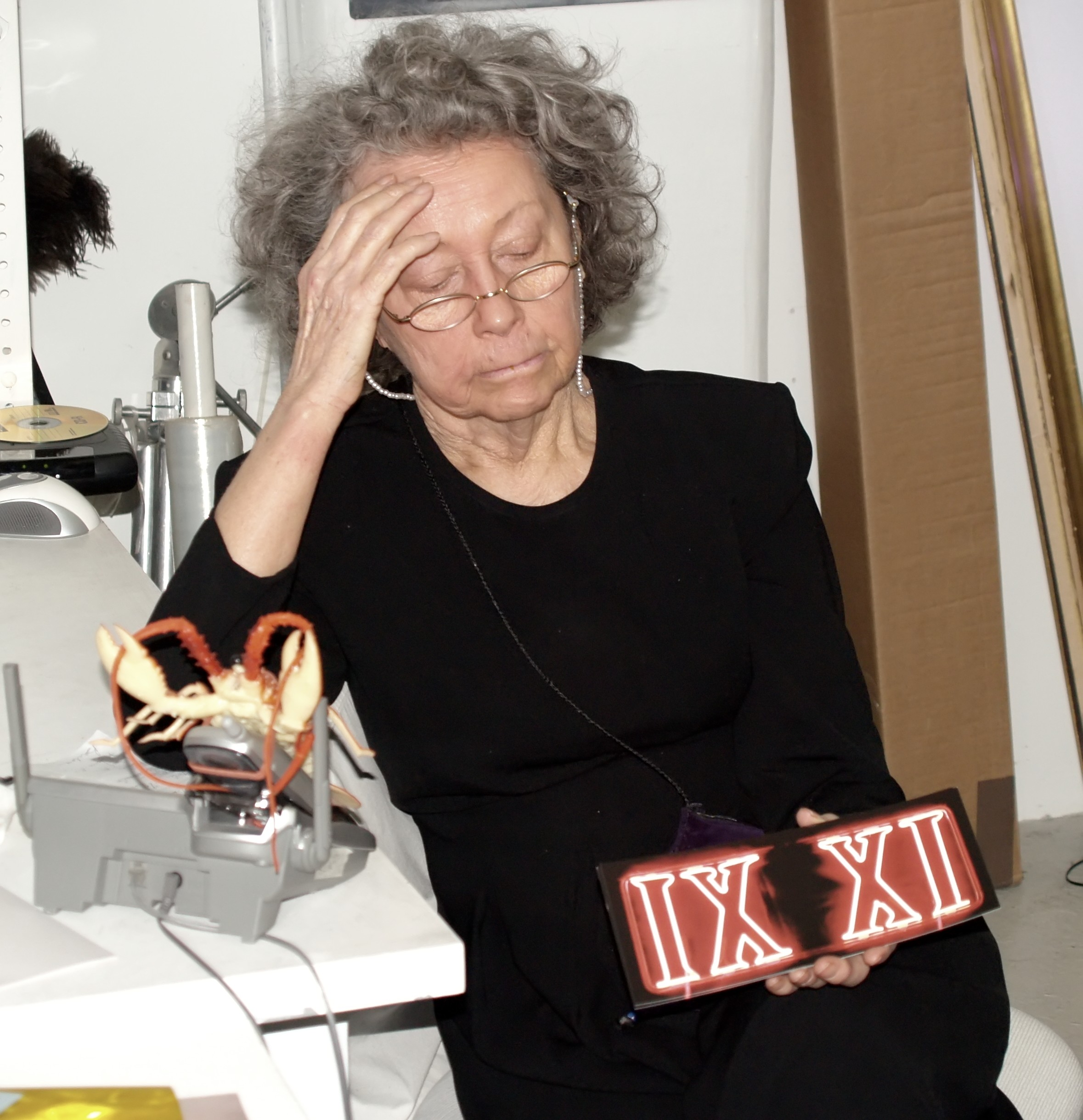
Ultra Violet
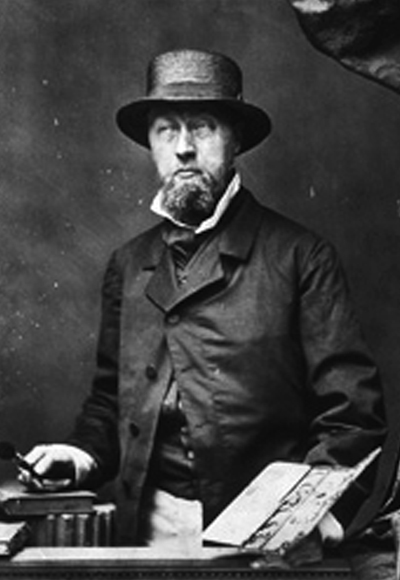
J.B. Jongkind
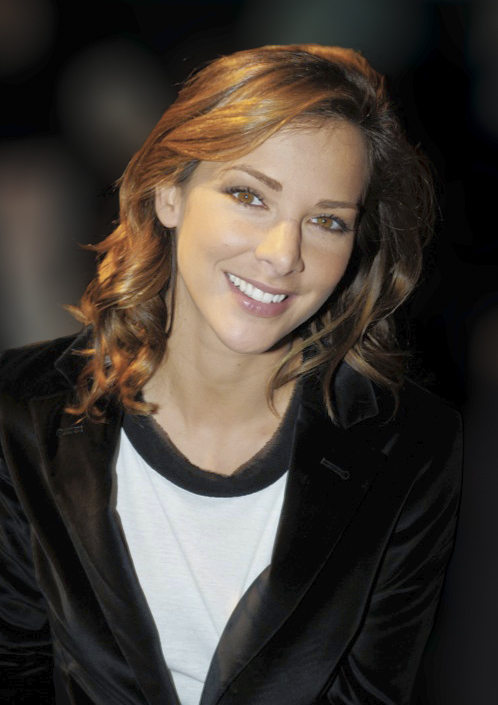
Melissa Theuriau
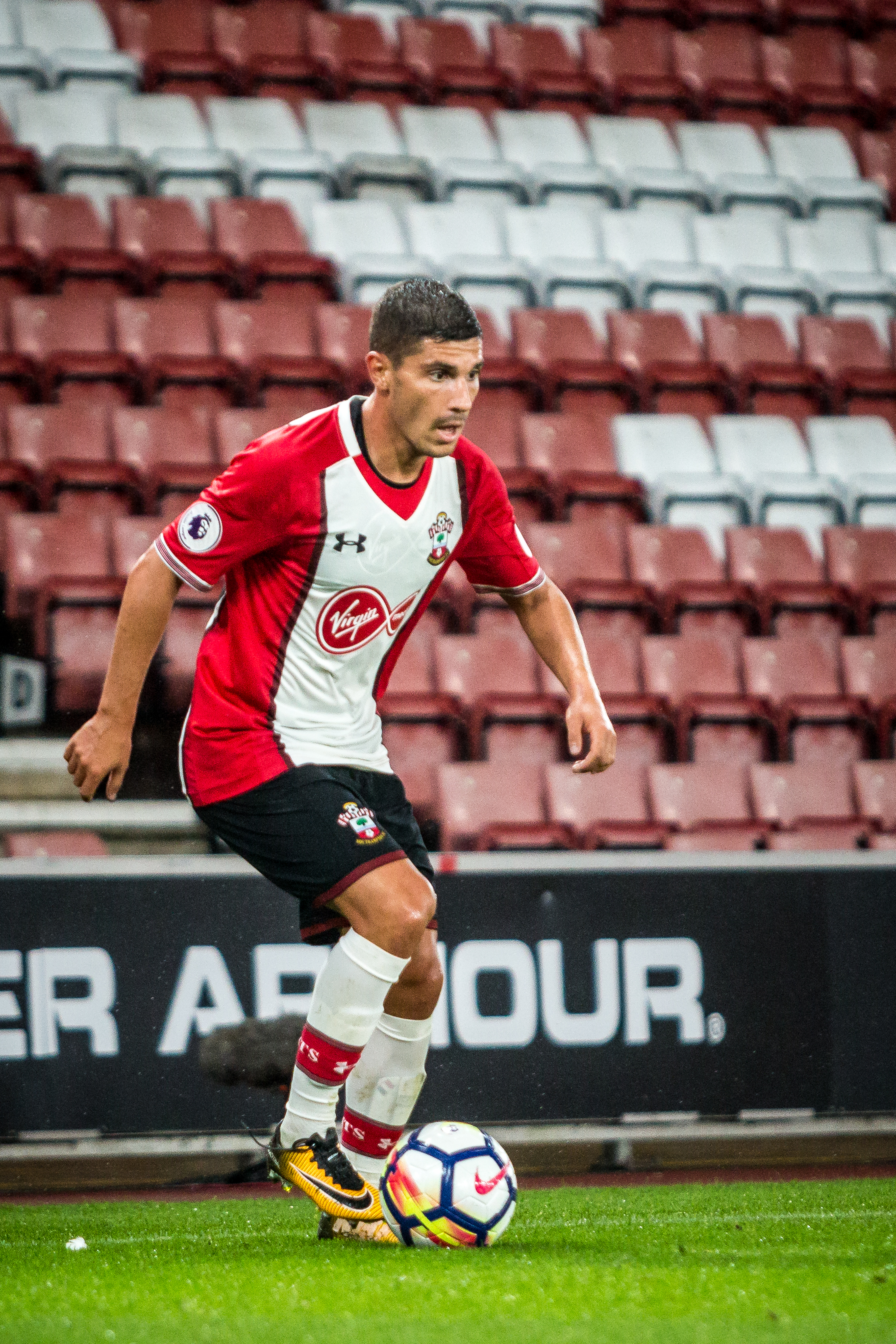
jéremy Pied